# Gerechtigkeit

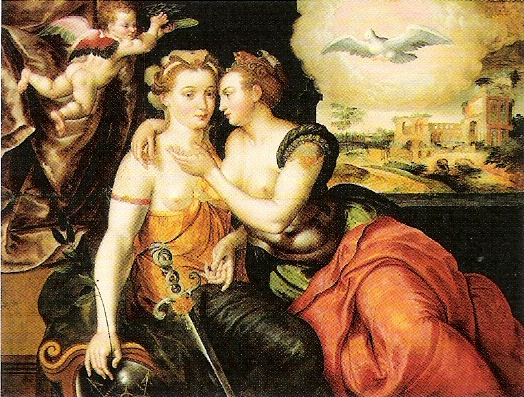
Der Kuss von Gerechtigkeit und Friede. Unbekannter Künstler, Antwerpen um 1580

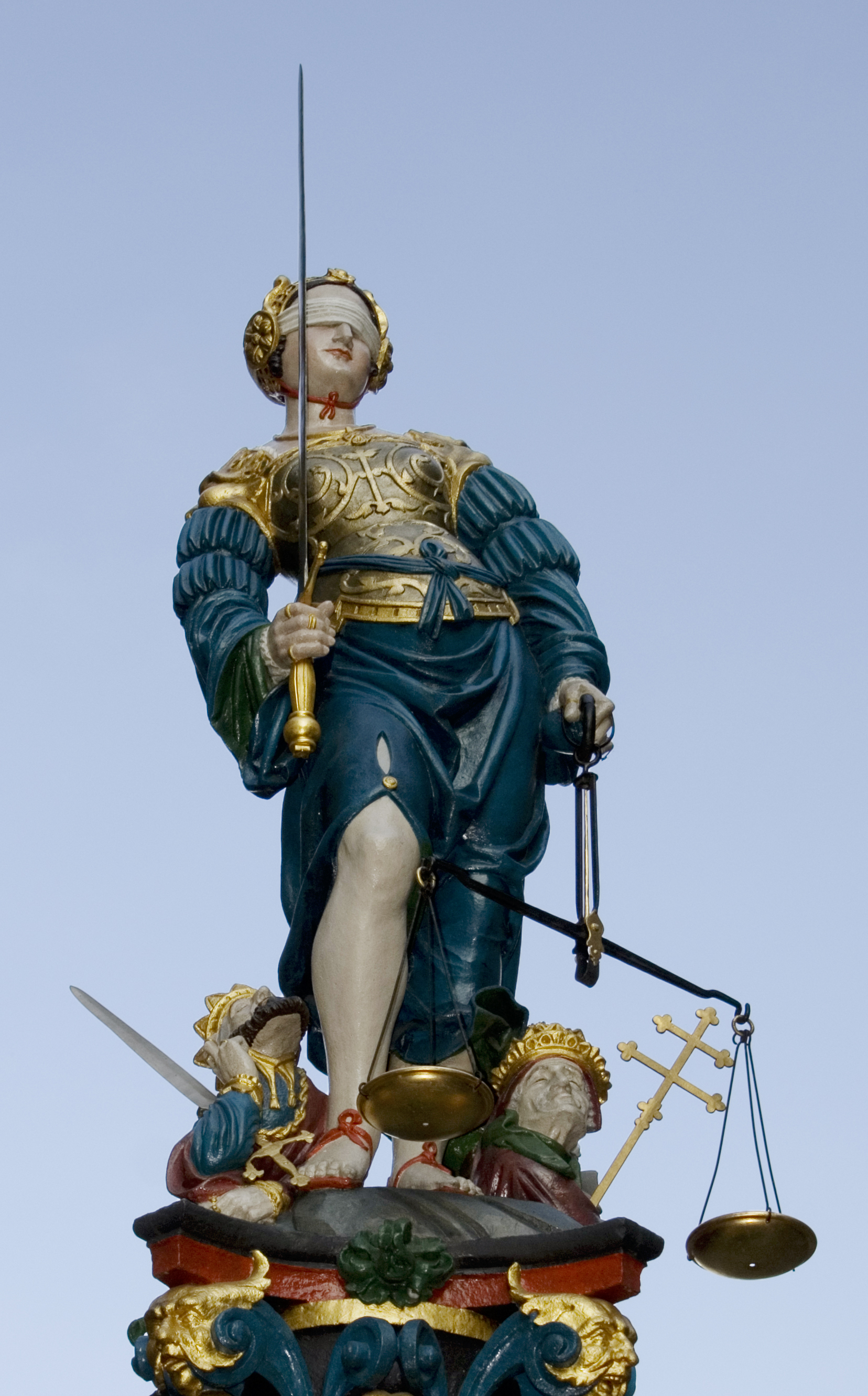
Die im westlichen Kulturkreis häufige allegorische Darstellung der Gerechtigkeit als Justitia. Sie hat gewöhnlich drei Attribute: die Waage (abwägend, schlichtend, Privatrecht), Schwert (verurteilend, Strafrecht), und eine Binde vor den Augen (ohne Ansehen der Person).

Der Begriff der Gerechtigkeit (griechisch: δικαιοσύνη dikaiosýne, lateinisch: iustitia, französisch: justice, englisch equity und justice) bezeichnet seit der antiken Philosophie in seinem Kern eine menschliche Tugend, siehe Gerechtigkeitstheorien. Gerechtigkeit ist nach dieser klassischen Auffassung ein Maßstab für ein individuelles menschliches Verhalten.
Die Grundbedingung dafür, dass ein menschliches Verhalten als gerecht gilt, ist, dass Gleiches gleich und Ungleiches ungleich behandelt wird. Wobei in dieser Grunddefinition offen bleibt, nach welchen Wertmaßstäben zwei Einzelfälle als zueinander gleich oder ungleich zu gelten haben.
In der Erkenntnis, dass kein Mensch für sich beanspruchen kann, stets und unter allen Gesichtspunkten gerecht zu handeln, setzte sich im Mittelalter die Auffassung durch, wonach Gerechtigkeit keine menschliche, sondern eine göttliche Größe sei. Gerechtigkeit konnte es nach dieser Auffassung nur im Himmel und nicht auf Erden geben. In der Renaissance wurde die Göttlichkeit der Gerechtigkeit durch die Idee eines Naturrechts ersetzt. Die Gerechtigkeit sei im Prinzip in der Natur schon angelegt und der Mensch müsse danach streben, diese Gerechtigkeit zu erkennen.
Hiergegen hat der Philosoph Immanuel Kant aus der Position der Aufklärung heraus seine Vernunftethik formuliert. Eine göttliche oder naturgegebene Gerechtigkeit seien keine vernünftigen Kategorien, weil beide für den Menschen grundsätzlich nicht oder jedenfalls nicht vollständig erkennbar seien. Gerecht handelt nach dem kategorischen Imperativ derjenige Mensch, der sich über die Maximen seines Handelns unter Anspannung seiner Geisteskräfte Rechenschaft ablegt und entsprechend handelt, sofern diese Maximen seines Handelns auch zum allgemeinen Gesetz erhoben werden können.
Zum modernen Gerechtigkeitsbegriff gehört auch, dass dieser nicht nur auf einzelne Handlungen von Menschen angewandt wird, sondern gerade auch auf die Summe und das Zusammenwirken einer Vielzahl menschlicher Handlungen in einer Gesellschaftsordnung. Abstrakt ist eine Gesellschaftsordnung dann gerecht, wenn sie so ausgestaltet ist, dass die einzelnen Individuen frei sind, sich gerecht zu verhalten.
Eine Erweiterung erfährt der Gerechtigkeitsbegriff unter sozialen Gesichtspunkten hin zur sozialen Gerechtigkeit. Dieser Begriff bezeichnet keine menschliche Tugend mehr, sondern einen Zustand einer Gesellschaft, wobei es nicht darum geht, dass die Individuen in dieser Gesellschaft frei sind, sich selbst gerecht – im Sinne von tugendhaft – zu verhalten, sondern darum, dass jedem Mitglied der Gesellschaft die Teilhabe an der Gesellschaft durch die Gewährung von Rechten und möglicherweise auch materiellen Mitteln ermöglicht wird.
Gerechtigkeit wird weltweit als Grundnorm menschlichen Zusammenlebens betrachtet; daher berufen sich in fast allen Staaten Gesetzgebung und Rechtsprechung auf sie. Sie ist in der Ethik, in der Rechts- und Sozialphilosophie sowie in der Moraltheologie ein zentrales Thema bei der Suche nach moralischen und rechtlichen Maßstäben und für die Bewertung sozialer Verhältnisse.
Nach Platons Verständnis ist Gerechtigkeit eine innere Einstellung. Sie ist für ihn die herausragende Tugend (Kardinaltugend), der entsprechend jeder das tut, was seine Aufgabe ist, und die drei Seelenteile des Menschen (das Begehrende, das Muthafte und das Vernünftige) im richtigen Verhältnis zueinander stehen. Aristoteles und Thomas von Aquin betonten hingegen, dass Gerechtigkeit nicht nur eine (Charakter-)Tugend, sondern stets in Bezug auf andere zu denken sei (Intersubjektivität). Handlungen wie Wohltätigkeit, Barmherzigkeit, Dankbarkeit oder Karitas gehen über den Bereich der Gerechtigkeit hinaus (Supererogation).
In den neueren Gerechtigkeitstheorien stehen sich Egalitarismus, Libertarismus und Kommunitarismus als Grundpositionen gegenüber.
Globalisierung, weltwirtschaftliche Probleme, Klimawandel und demographische Entwicklungen haben dazu beigetragen, dass neben Fragen innerstaatlicher sozialer Gerechtigkeit auch die nach Generationengerechtigkeit, Klimagerechtigkeit und nach einer gerechten Weltordnung in den Vordergrund rücken.

## Zum Begriff ‚Gerechtigkeit’

### Probleme der Grunddefinition
Die Grunddefinition von gerechtem Handeln, Gleiches gleich und Ungleiches ungleich zu behandeln, ist lediglich formaler Natur. Ob zwei Situationen als zueinander gleich oder ungleich bewertet werden, hängt von den zugrunde gelegten Wertmaßstäben ab. Der Gerechtigkeitsbegriff ist also stets ausfüllungsbedürftig.
Beispiel 1: Frauenwahlrecht. Frauen wurde in der Frühzeit der Demokratie kein Wahlrecht zugestanden. Dies wurde nicht als ungerecht empfunden, weil Frauen keine Männer sind. Es wird also Ungleiches ungleich behandelt, was grundsätzlich als gerecht erscheint. Nach heutigen Wertmaßstäben gibt es im Hinblick auf das Wahlrecht keinen Unterschied zwischen Frauen und Männern. Frauen unterliegen genau wie Männer den demokratischen Entscheidungen, sie tragen die Gesellschaft ebenso wie die Männer und sie sind ebenso wie Männer vernunftbegabt und zu demokratischen Entscheidungen fähig. Daher ist es ungerecht, wenn ihnen, obwohl sie im Hinblick auf die Demokratiefähigkeit Männern tatsächlich gleich stehen, nicht auch das Recht zur Teilhabe zugestanden wird.
Beispiel 2: gleicher Lohn. Die Bibel kennt das Gleichnis von den Arbeitern im Weinberg als klassische Erzählung zur Gerechtigkeit. Der Herr des Weinbergs erteilt jedem Arbeiter den aus Sicht des Herrn gerechten Lohn, nämlich das, was dieser zum Leben braucht. Er unterscheidet dabei nicht, dass einige Arbeiter zwölf Stunden gearbeitet haben, andere aber nur eine. Letztere erhalten also einen zwölffach höheren Stundenlohn. Je nachdem, ob die freie Entscheidung des Herrn, die Bedürfnisse der Arbeiter oder deren Leistung als Maßstab herangezogen werden, erscheint die Entlohnung als gerecht oder auch als ungerecht.
In den allgemeinen Gerechtigkeitsbegriff gehen also unterschiedliche Wertvorstellungen ein. Dies birgt nach John Rawls die Gefahr, dass in einer politischen Auseinandersetzung über Gerechtigkeit diejenigen Wertvorstellungen besonders in den Vordergrund gerückt werden, die den eigenen (Standes-)Interessen besonders förderlich sind. Für eine offene Diskussion über Gerechtigkeit und die hierzu zugrunde zu legenden Wertvorstellungen fordert er daher den Schleier des Nichtwissens. Nur wer unabhängig von seinen Interessen argumentiert, hat eine Chance, einen vernünftigen Ausgleich der verschiedenen Wertvorstellungen, die in einen modernen Gerechtigkeitsbegriff einfließen sollen, zu erdenken. Insbesondere das Verhältnis von Leistungsgerechtigkeit, wonach derjenige, der mehr leistet als andere, auch besser leben solle, zu einer egalitären Gerechtigkeit, wonach alle Menschen, mit ähnlichen Bedürfnissen versehen, auch ähnliche materielle Möglichkeiten haben sollten, soll nach Rawls in Unkenntnis über die eigene Leistungsfähigkeit bzw. unter Außerachtlassung derselben diskutiert werden.

### Etymologie und Wortfeld
„So man Ghrechtigkeit nimbt für hannt, Wirdet wol ghregiert leut unnd Lannd“

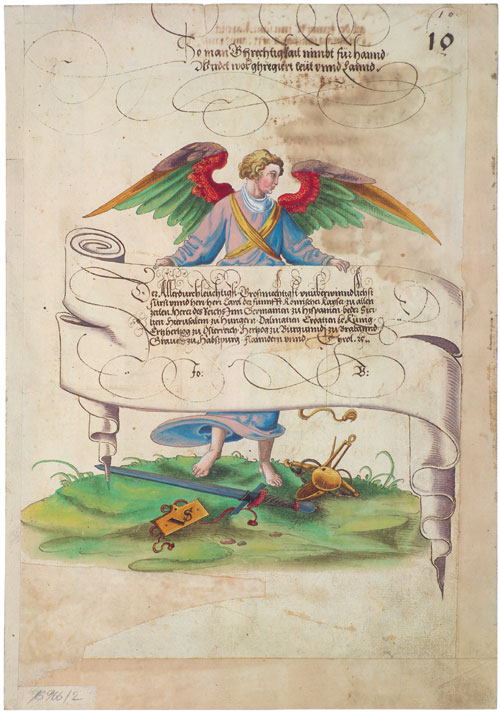
Allegorie der Gerechtigkeit. Virgil Solis 1540/45 So man Ghrechtigkeit nimbt für hannt, Wirdet wol ghregiert leut unnd Lannd

Im Althochdeutschen ist das Adjektiv „gireht“ erstmals im 8. Jahrhundert nachzuweisen. Es bedeutete „gerade“, „richtig“ „passend“ (stärkere Form von „reht“), beim mittelhochdeutschen „gereht“ kommt die abstraktere Bedeutung „dem Rechtsgefühl entsprechend“ hinzu, wie bereits zuvor im Gotischen „garaihts“. Später steht „gerecht“ auch für „gradlinig“, „angemessen“ und „gemäß“.
Gerechtigkeit ist ein normativer, mit einem Sollen verbundener Begriff. Mit ihm ist die Aufforderung verbunden, ungerechte Zustände in gerechte umzuwandeln. Wer gerecht sein will, hat die Pflicht gegenüber sich selbst, aber auch in der Erwartung der Anderen, entsprechend zu handeln. Wenn man Gerechtigkeit als Gebot der Sittlichkeit anerkennt, trägt man einen Teil der Verantwortung dafür, dass gerechte Verhältnisse hergestellt werden.
Ungerechtigkeit ist eine Verletzung der Gerechtigkeit. Zur Ungerechtigkeit gehört auch die Unterlassung einer pflichtgemäßen Handlung.
Willkür ist einer der Hauptgründe für Ungerechtigkeit, weil durch sie das Prinzip der Unparteilichkeit durchbrochen wird.

### Bezug zu unterschiedlichen Handlungsfeldern
Der Begriff der Gerechtigkeit wird in unterschiedlichen Zusammenhängen benutzt, etwa bezogen auf
- menschliche Arbeit und deren Ergebnisse (gerechter Lohn, gerechte Stellenbesetzung),
- Urteile über Handlungen (vor Gericht, im Sport, in der Erziehung),
- soziale Regeln (Handlungsnormen, Gesetze, Verfahrensweisen),
- Einstellungen (Gerechtigkeit als menschliche Tugend) sowie
- bestehende Beziehungen zwischen Personen oder in der Gesellschaft (gerechte Verhältnisse).

Gelegentlich werden Institutionen oder sogar Emotionen (gerechter Zorn) als gerecht bezeichnet.

### Der Gerechtigkeitsbegriff in früheren Gesellschaften
Gerechtigkeit als Prinzip einer ausgleichenden Ordnung in einer Gesellschaft findet sich in allen Kulturen und ist historisch sehr weit zurückzuverfolgen. Ursprünglich wurde Gerechtigkeit als das Einhalten von sozialen Normen und Gesetzen aufgefasst. Dabei betrachtete man die gesellschaftliche Ordnung als Naturprinzip (Naturrecht) oder als Setzung transzendenter Mächte, wie beispielsweise einer Gottheit, die als personifizierte Gerechtigkeit angesehen wurde oder der diese Eigenschaft zumindest als wesentlich zugesprochen wurde. Gerecht zu sein hieß somit, die Gebote Gottes beziehungsweise der Götter zu erfüllen.

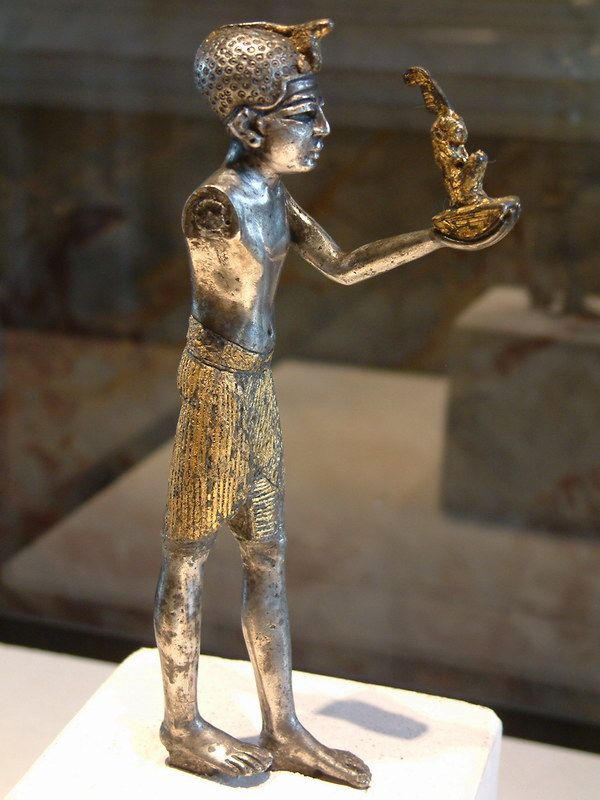
Skulptur der Ma’at im Louvre

In frühen Kulturen wurden Begriffe verwendet, die heute nur ungenau und zu eng mit „gerecht“ übersetzt werden. Sie waren religiös geprägt und beinhalteten auch Bedeutungen wie rechtschaffen oder weise, so in der ägyptischen Ma’at-Lehre oder dem alt-israelischen Begriff der Sädäq (Gemeinschaftstreue). Ähnlich weit gefasst ist auch das „Yi“ (义,Rechtschaffenheit), eine der vier Säulen des Lunyu im Konfuzianismus, das eine Haltung fordert, die man vor sich selbst rechtfertigen kann. Gerechtigkeit wurde in diesen traditionellen Lehren vor allem als personale Gerechtigkeit, als Eigenschaft und Tugend eines Menschen innerhalb des Herrschaftsgefüges verstanden, die zur Aufrechterhaltung der vorgegebenen Ordnung beitragen sollte.
In der Philosophie der Antike finden sich die ersten systematischen Betrachtungen über die Gerechtigkeit bei Platon und Aristoteles. Vor allem Aristoteles traf die Unterscheidung zwischen personaler und gesellschaftlicher Gerechtigkeit als Bürgertugend. Diese Auffassung der personalen Gerechtigkeit war bis ins Mittelalter vorherrschend. Erst mit Beginn der Neuzeit entstanden ausgearbeitete Konzepte, Gerechtigkeit als Vertragsbeziehung zwischen Menschen zur Lösung von Konflikten zu bestimmen, so in den Vorstellungen vom Gesellschaftsvertrag Mitte des 17. Jahrhunderts bei Thomas Hobbes oder ungefähr ein Jahrhundert später im Zeitalter der Aufklärung bei Jean-Jacques Rousseau. Recht wurde nun nicht mehr nur als Ausdruck einer göttlichen Ordnung aufgefasst. Gerechtigkeit erhielt die Bedeutung einer Institution zum Ausgleich unterschiedlicher Interessen. Entsprechend wurde die Bestimmung als personale Gerechtigkeit von der Sicht einer institutionellen Gerechtigkeit, der iustitia legalis, verdrängt.
Eine inhaltliche Erweiterung und Verschiebung erfuhr der Begriff der Gerechtigkeit mit der industriellen Revolution und der damit einhergehenden Verarmung („Pauperisierung“) großer Bevölkerungsteile, durch die die Soziale Frage aufgeworfen wurde. Hegel, der die „Erzeugung des Pöbels“ durch die wirtschaftlichen Verhältnisse konstatierte, reflektierte die Problematik philosophisch und forderte eine Abschaffung der „Notdurft“ durch die Öffentlichkeit. In der entstehenden Arbeiterbewegung konkretisierte sich dies in der Forderung nach sozialer Gerechtigkeit, die so bis in die Gegenwart zum Inhalt politischer Auseinandersetzungen geworden ist.

### Kritik des Gerechtigkeitsbegriffs
Es gibt historisch gesehen einen starken Wandel wertbezogener Postulate. Zwar wird im rechtsphilosophischen Diskurs der Begriff der Gerechtigkeit oftmals im Singular verwendet. Hiergegen wird jedoch eingewandt, dass dies nach den Erfahrungen zahlreicher System- und Verfassungswechsel eine Illusion sei. Danach ist der Inhalt des Begriffs der Gerechtigkeit in Geschichte und Gegenwart von religiösen oder weltanschaulichen Vorverständnissen bestimmt und wechselt in hohem Maße mit dem Wandel der Kulturen und der politisch etablierten Wertvorstellungen. Wer seine Gerechtigkeit als „die“ Gerechtigkeit einfordert, verkenne die Subjektivität und Relativität wertbezogener Postulate. In einer freiheitlichen Staats- und Gesellschaftsordnung existiere Gerechtigkeit nur im Plural, nämlich als Abbild der unterschiedlichen Gerechtigkeitsideale in der Gesellschaft und als Wettbewerb um mehrheitsfähige Lösungen von Gestaltungs- und Regelungsproblemen.
Auf die Gefahr, dass ob der Allgegenwart der Kategorie Gerechtigkeit in allen Religionen, Philosophien und Weltanschauungen schließlich nur mehr eine Wortfassade übrig bleibt, hat Ernst Topitsch hingewiesen. Er postulierte „die Tatsache, dass bestimmte sprachliche Formeln durch die Jahrhunderte als belangvolle Einsichten oder sogar als fundamentale Prinzipien des Seins, Erkennens und Wertens anerkannt wurden und es heute noch werden – … gerade weil und insofern sie keinen, oder keinen näher angebbaren Sach- oder Normengehalt besitzen.“ Zu einer ähnlichen Einschätzung aus der Sicht des Rechtspositivismus kam auch Hans Kelsen: Die Bestimmung der absoluten Werte im Allgemeinen und die Definition der Gerechtigkeit im Besonderen, die auf diesem Wege erzielt werden, erweisen sich als völlig leere Formeln, durch die jede beliebige gesellschaftliche Ordnung als gerecht gerechtfertigt werden kann. Ebenso war für Max Weber das Postulat der Gerechtigkeit „aus ‚ethischen‘ Prämissen unaustragbar“. Auch für den Systemtheoretiker und Konstruktivisten Niklas Luhmann bleibt die Frage der Gerechtigkeit auf das Rechtssystem beschränkt. Für ihn kann „die Idee der Gerechtigkeit als Kontingenzformel des Rechtssystems aufgefasst werden“, weil „die Voraussetzungen eines naturrechtlichen Gerechtigkeitsbegriffs entfallen sind.“

## Menschliches Zusammenleben

### Bedingungen von Gerechtigkeit

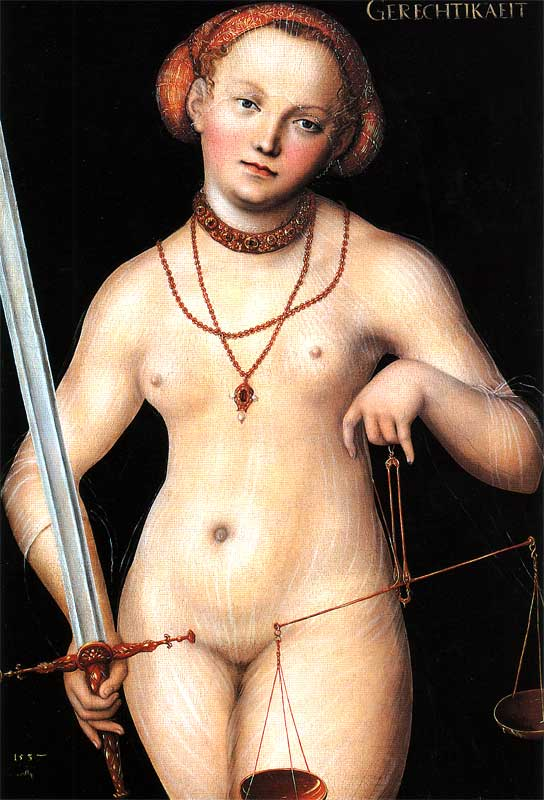
Gerechtigkeit als nackte Frau mit Schwert und Waage. Lucas Cranach d. Ä. 1537

Damit Gerechtigkeit als angemessener Ausgleich der in jeder historischen Gesellschaft existierenden vielfältigen Unterschiede weitgehend wirksam werden kann, ist es eine notwendige Voraussetzung, dass die vorhandenen Interessen und moralischen Bewertungen offen und uneingeschränkt kommuniziert werden können. Sie werden in einer offenen Diskussion erörtert und anschließend in einem politischen Prozess, der unterschiedlich gestaltet sein kann, in gültige, aber veränderbare Rechtsnormen bzw. Vereinbarungen umgesetzt.
Werden die gesellschaftlichen Normen heteronom (von außen, fremdbestimmt) zum Beispiel durch einen (diktatorischen) Herrscher oder eine Herrschafts-Elite (zum Beispiel Aristokratie) vorgegeben, sind die Menschen von den Interessen und der Macht Weniger oder Einzelner abhängig und können keinen gleichberechtigten Diskurs führen.
Zum Zweiten muss als formales Grundprinzip die Gleichheit (Gleichberechtigung) der Menschen sichergestellt sein.
Auf dem Gleichheitsprinzip beruht auch der sogenannte Minderheitenschutz. Durch ihn soll gewährleistet werden, dass nicht eine Mehrheit Einzelne oder Minderheiten in Hinblick auf Religion, Rasse Geschlecht, sexuelle Orientierung oder andere Bedingungen per Mehrheitsbeschluss dauerhaft dominiert.

### Formen der Gerechtigkeit
In unterschiedlichen Bereichen des menschlichen Zusammenlebens spielen verschiedene Gerechtigkeitskonzepte eine Rolle. Sie sind abhängig von den Adressaten sowie von den jeweiligen gesellschaftlichen Voraussetzungen:
- Gleichberechtigung aller Menschen als Verzicht auf Diskriminierung von gesellschaftlichen Gruppen aufgrund von Geschlecht, sexueller Orientierung, Rasse, Religion oder sonstigen Weltanschauungen (Gleichheitssatz)
- Politische Gerechtigkeit im Hinblick auf Freiheiten, Ämter und Chancen sowohl auf nationaler als auch auf internationaler Ebene
- Juristische Gerechtigkeit in Form angemessener und ausgewogener Gesetze, einer adäquaten Rechtsprechung und eines angemessenen Strafvollzugs (Rechtmäßigkeit, Legitimität, Verhältnismäßigkeitsprinzip)
- Übergangsgerechtigkeit (Transitional Justice) als angemessener Ausgleich für Gewalt und Straftaten in einem vergangenen Konflikt[15] (Verstöße gegen das Völkerrecht)
- Tauschgerechtigkeit in Bezug auf ökonomische Beziehungen ebenso wie in der Bewertung von Leistung und Gegenleistung zum Beispiel bei der Bemessung von Schadenersatz und Strafmaßen (auch: ausgleichende Gerechtigkeit)
- Soziale Gerechtigkeit als angemessene Verteilung (Verteilungsgerechtigkeit) von materiellen Gütern, Arbeitsstellen und Ressourcen einschließlich der Chancengleichheit bzw. Chancengerechtigkeit durch Zugang zu den Gegenständen der Befriedigung von Grundbedürfnissen wie Ernährung, Wohnung, medizinische Versorgung oder Bildungschancen
- Schützende Gerechtigkeit durch Friedenssicherung, strafrechtliche bzw. institutionalisierte Sanktionierung struktureller Gewalt im öffentlichen und privaten Raum, Minderheitenschutz als Toleranz gegenüber Abweichungen von sozialen und kulturellen Gebräuchen und Normen (zum Beispiel für Behinderte und Homosexuelle) sowie Schutz gegen Übergriffe anderer durch das Strafrecht
- Generationengerechtigkeit im Verhältnis der heute Lebenden zu künftigen Generationen, vor allem durch Begrenzung der Staatsverschuldung, ausreichende Investitionen in Bildung und Umweltschutz, aber auch familienintern im Verhältnis von Eltern zu ihren minderjährigen Kindern wie von Kindern zu ihren alt gewordenen Eltern
- Umweltgerechtigkeit einerseits als gleichmäßige Verteilung von Umweltbelastungen auf verschiedene Regionen und andererseits als Teilhabe aller Betroffenen an politischen Entscheidungen, die ihre Umwelt belasten (Environmental Justice)
- Geschlechtergerechtigkeit als Pflicht zur Herstellung der Chancengleichheit zwischen Frauen und Männern im Berufs- und Privatleben wie in Politik und Öffentlichkeit im Sinne des Gender-Mainstreaming
- Kontributive Gerechtigkeit als Recht auf Mitbestimmung, aber auch als Pflicht zur Mitwirkung
- Organisationale Gerechtigkeit befasst sich in der Organisationspsychologie mit der individuellen oder kollektiven Wahrnehmung und Beurteilung von Gerechtigkeit im Arbeitskontext
- Verfahrensgerechtigkeit als Einhaltung anerkannter Regeln ohne Ansehen der Person zur Bewahrung der Rechtsdisziplin, zum Beispiel im Rahmen des Strafrechts, der sozialen Gerechtigkeit oder (auch: Regelgerechtigkeit im Gegensatz zur Ergebnisgerechtigkeit)
- Unter formaler Gerechtigkeit versteht man ein allgemeines Regelungsprinzip, das eine Vorgehensweise bestimmt, nach der alle gleich gelagerten Fälle gleich zu behandeln sind.
- Restorative Justice ist ein alternativer Gerechtigkeitsansatz sowie eine Form der Konflikttransformation. Er stellt eine Alternative zu gängigen gerichtlichen Strafverfahren dar und bezeichnet zugleich gesellschaftliche Initiativen außerhalb des Staatssystems. Restorative Justice bringt die direkt Beteiligten (Geschädigte, Beschuldigte) und manchmal auch die Gemeinschaft zu einer Suche nach Lösungen zusammen. Dabei wird auf Wiedergutmachung materieller und immaterieller Schäden und die Wiederherstellung von positiven sozialen Beziehungen abgezielt.

### Maßstäbe systemischer Gerechtigkeit
Wird der Gerechtigkeitsbegriff nicht auf ein individuelles Verhalten angewandt, sondern auf eine Gesellschaftsordnung, dann gibt es gedanklich zwei Möglichkeiten: Entweder die Gesellschaftsordnung wird als Summe der menschlichen Handlungen verstanden, wobei dann auch Handlungen von Menschen aus der Vergangenheit mitwirken (z. B. durch Gesetze und Institutionen, die in der Vergangenheit geschaffen wurden) oder aber die Gesellschaftsordnung wird als Ganzes unter dem Gesichtspunkt eines zu definierenden und hierauf anzuwendenden Gerechtigkeitsbegriffs beurteilt. Letzteres ist dann ein systemischer Gerechtigkeitsbegriff, der sich schon aus der Herangehensweise grundsätzlich vom klassischen Tugendbegriff unterscheidet und mit diesem nicht gleichgesetzt werden darf.
Bei systemischer Gerechtigkeit bleibt allerdings die Kerndefinition von Gerechtigkeit erhalten, dass Gleiches gleich und Ungleiches ungleich behandelt werden müsse. Auch hier stellt sich die Frage, nach welchen Wertmaßstäben in einer Gesellschaftsordnung zwei Fälle als gleich oder als ungleich bewertet werden. Hinzu kommt, dass der im Gerechtigkeitsbegriff enthaltene Handlungsappell nun einen Adressaten benötigt. Wird eine Situation systemisch als ungerecht beurteilt, steht noch nicht fest, wer sich dann wie verhalten soll.
So kann eine akute Notsituation aufgrund einer Naturkatastrophe zunächst einmal nicht als gerecht oder ungerecht bewertet werden, weil eine Naturkatastrophe kein menschliches Verhalten ist. Wenn diese Not aber durch Handlungen von Menschen bewältigt oder gelindert werden kann, dann kann ein Gerechtigkeitsbegriff, der Empathie und Barmherzigkeit beinhaltet, wie von Thomas von Aquin gefordert, das Gebot, Hilfe zu leisten, als gerecht erklären. Systemisch stellt sich dann aber die nächste Frage, wer sich gerecht verhalten solle: Ist dies der Staat, vielleicht eine Gliederung oder eine Institution desselben, ist es die internationale Staatengemeinschaft, ist es der Nächste, der dem Leidenden räumlich oder aufgrund persönlicher Beziehungen am nächsten steht, ist es eine wie auch immer zu definierende Volksgemeinschaft, ist es Jedermann, der von dem Leid weiß, in gleicher Weise, oder ist Hilfe gerechter Weise am ehesten durch eine Versichertengemeinschaft zu organisieren?
Vor der Frage des Adressaten steht aber bei systemischer Gerechtigkeit in besonderem Maße die Frage, welche Werte den Gerechtigkeitsbegriff ausfüllen. Zwar scheiden offenkundig egoistische Zielsetzungen, die sich z. B. in Korruption und Willkür äußern, schon aus der Grunddefinition von Gerechtigkeit heraus, darüber hinaus lassen sich aus der Grunddefinition aber noch keine allgemeinen Ziele ableiten. Quasi jede wohlmeinende Zielsetzung für eine Gesellschaftsordnung lässt sich auch als gerecht definieren. Wenn ein als gut erkanntes Ziel eine Ungleichbehandlung rechtfertigt, dann passt die Bevorzugung unter den Aspekt, dass Ungleiches ungleich behandelt werden müsse.
Vor diesem Hintergrund lassen sich verschiedene als gerecht postulierte Zielsetzungen zu unterschiedlichen Gerechtigkeitsbegriffen zusammenfassen, die dann ihrerseits wieder in unterschiedlicher Weise definiert werden können. Dies sind z. B.:
- egalitäre Gerechtigkeit
- soziale Gerechtigkeit
- Leistungsgerechtigkeit
- ökologische Gerechtigkeit
- Generationengerechtigkeit
- Vertragsgerechtigkeit
- Verfahrensgerechtigkeit

Dabei geraten diese unterschiedlichen Gerechtigkeitsbegriffe in Konflikt, wodurch offengelegt wird, dass unterschiedliche Werte in einer Gesellschaft zu Konflikten, insbesondere auch Interessenskonflikten, führen.
Beispielsweise kann die Subventionierung von Gütern, die nur von wohlhabenden Menschen erworben werden, unter dem Gesichtspunkt des Egalitarismus als ungerecht, unter anderen, z. B. ökologischen Gesichtspunkten aber als gerecht erscheinen. Dies gilt z. B. für Photovoltaikanlagen, die nur Hausbesitzer erwerben oder teure Elektroautos, die ebenfalls nicht von Geringverdienern erworben werden. Auch kann die in Deutschland eingeführte als Lebensleistungsrente bezeichnete Rente mit 63, die fast ausschließlich Menschen zugutekommt, die ohnehin eine weit überdurchschnittliche Rente zu erwarten haben, als leistungsgerecht angesehen werden, auch wenn sie egalitären Überlegungen und Überlegungen der Generationengerechtigkeit diametral zuwiderläuft.

### Kriterien der Gerechtigkeit

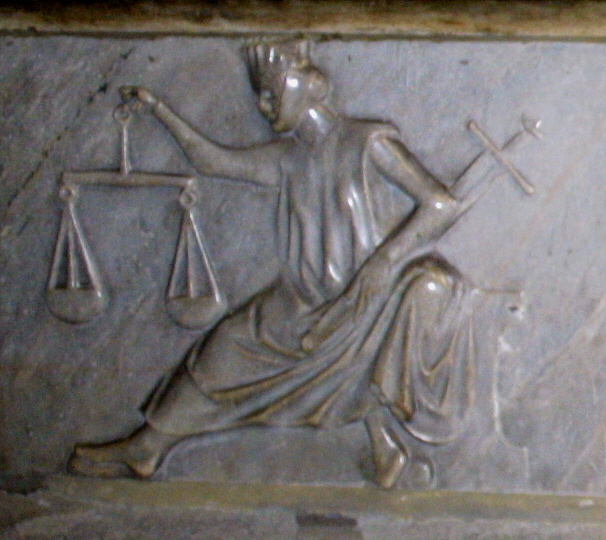
Darstellung der Gerechtigkeit am Grab des Papstes Clemens II. im Bamberger Dom

Die soziale Funktion von Debatten und Konzeptionen zur Gerechtigkeit besteht darin, innerhalb menschlicher Beziehungen Werturteile über Verteilungen bzw. Zuteilungen zu ermöglichen. Maßstab dafür kann sein, was jemand nach eigener Auffassung oder der anderer benötigt, worauf er ein Recht hat, oder was er verdient.
Es gibt vielfältige Kriterien, nach denen das Maß der Gerechtigkeit beurteilt werden kann. Die Festlegung solcher Kriterien erfolgt dabei nach unterschiedlichen Distributionsprinzipien, die oftmals in Abhängigkeit von der konkreten Entscheidungssituation gewählt werden:
- Bedürfnisprinzip, das heißt den – verschiedenen/verschieden großen – Bedürfnissen gerecht werden
- Vertragsprinzip, das heißt dem Vereinbarten gerecht werden
- Leistungsprinzip, das heißt, wer viel für die Gemeinschaft leistet, dem steht auch mehr zu
- Gleichheitsprinzip, das heißt, jeder bekommt das Gleiche – Egalitarismus
- Zufallsprinzip, das heißt, jeder bekommt die gleiche Chance eingeräumt (Wahl durch Los)
- Gleichberechtigungsprinzip, das heißt Ausgleich/Angleichung von Rechten und Chancen – zum Beispiel zwischen Mann und Frau
- Maximinprinzip, das heißt, der Schlechtestgestellte erhält mindestens das, was der Schlechtestgestellte in einer anderen Verteilung erhalten hätte (bei John Rawls als Unterschiedsprinzip bezeichnet)[17]
- Nachhaltigkeitsprinzip als Grundsatz der Umweltethik, das heißt nicht mehr zu verbrauchen, als an natürlichen Ressourcen nachwächst[18]
- Kommunistisches Prinzip, das heißt, jeder nach seinen Fähigkeiten, jedem nach seinen Bedürfnissen[19]
- Autoritäres Machtprinzip, das heißt, jedem wird das Seine zwangsweise zugeordnet.

Gegenüber dem Prinzip der Distribution, das auf den Empfänger ausgerichtet ist, bezieht sich das Prinzip der Subsidiarität auf den Geber von Gütern und Leistungen. Es besagt, dass sich zunächst jeder so weit wie möglich selbst helfen soll. Dies umfasst die Pflicht des Einzelnen, seinen Beitrag zur Gemeinschaft nach den ihm gegebenen Möglichkeiten zu leisten. Erst wenn auf diesem Wege (Grund-)Bedürfnisse nicht erfüllt werden, ist die Gemeinschaft verpflichtet, einen Ausgleich zu schaffen. Der Gedanke der Subsidiarität liegt zum Beispiel der deutschen Sozialhilfe zugrunde. Überdies besagt das Subsidiaritätsprinzip, dass die höhere Ebene der Gemeinschaft dort nicht zuständig ist, wo die untergeordnete Ebene Aufgaben selbstverantwortlich lösen kann. In diesem Sinn ist das Prinzip grundlegend für die Beziehungen von Bund, Ländern und Gemeinden in Deutschland, aber auch für die Institutionen der Europäischen Union gegenüber den Mitgliedsstaaten.
Die Vielzahl der Vorstellungen zur Gerechtigkeit zeigt die Breite der Thematik und zugleich deren Problematik. Keines der einzelnen Prinzipien ist geeignet, alle konträren Interessenlagen zur Zufriedenheit aller zu lösen. Vertreter einzelner Ansätze neigen dazu, vor allem die Nachteile alternativer Entwürfe aufzuzeigen. Je nach Begründung der unterschiedlichen Postulate, die im Zusammenhang mit der Lebenswelt ihrer Urheber stehen, kommt es zu unterschiedlichen Werturteilen. Die Frage der Gewichtung ist für viele praktische Lebensbereiche bedeutsam, wenn es darum geht, als ungerecht erachtete Verhältnisse zu korrigieren. Dies betrifft Bildungschancen ebenso wie die Mitbestimmung in Unternehmen, die Steuergerechtigkeit, einen gerechten Lohn oder die Bemessung gerechter Strafen. Der schon in der Antike formulierte Maßstab „Jedem das Seine“ (Suum cuique) gibt einen Anhaltspunkt, löst aber weder das Verteilungsproblem (Quantifizierung) noch Interessenkonflikte. Auf die Gefahr der missbräuchlichen Verwendung des Begriffs verweist Ludwig Erhard: „Ich habe es mir angewöhnt, das Wort Gerechtigkeit fast immer nur in Anführungszeichen auszusprechen, weil ich erfahren habe, daß mit keinem Wort mehr Mißbrauch getrieben wird als gerade mit diesem höchsten Wert.“

### Gerechtigkeit als politische Gestaltungsaufgabe

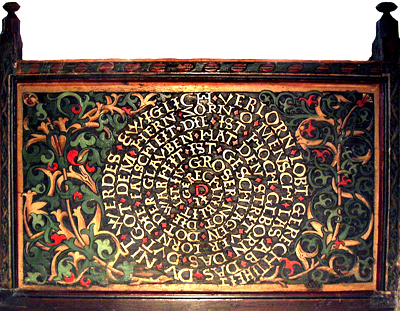
Gerechtigkeitsspirale – St. Valentinus in Kiedrich

Gerechtigkeit war schon immer ein zentrales Thema der politischen Philosophie. So verweist B. Sitter auf den antiken Vorsokratiker Anaximander, der Gerechtigkeit im umfassenden Sinne verstand, als kosmisches Ordnungsprinzip und als Ideal des menschlichen Verhaltens gegenüber allem Seienden. Die Frage nach der Gerechtigkeit bestimmt auch in der Gegenwart wesentlich das politische Denken und die Themen der praktischen Politik. Dabei sind in den westlichen Industrieländern neben die klassischen Auseinandersetzungen um innerstaatliche soziale Gerechtigkeit, die vom Ringen um die Lösung der Sozialen Frage und um die Schaffung und Entwicklung eines sozialen Sicherungssystems mit seinen verschiedenen Zweigen geprägt waren und sind, Fragen der Gleichberechtigung der Geschlechter, der kulturellen und individuellen Selbstbestimmung sowie der Gerechtigkeit gegenüber Tieren und der Natur getreten.
Vor allem aber hat die immer engere Verflechtung durch die Globalisierung das Problembewusstsein hinsichtlich der internationalen Verteilungsgerechtigkeit, der Verwirklichung von Gerechtigkeit durch Menschenrechte und durch eine gerechte politische Ordnung weltweit geschärft. Standen in der internationalen Diplomatie und Verständigungspolitik traditionell Kriegsverhütung, Friedensschlüsse und nationale Handelsinteressen im Mittelpunkt, so ist die Agenda (Tagesordnung) der Vereinten Nationen sowie die der internationalen Gipfeltreffen und -foren (Weltwirtschaftsforum, Weltsozialforum) heute zunehmend mit Problemen der Armut, des Klimaschutzes, der Migration sowie der weltweiten Verlagerung von Kapitalströmen, Unternehmensinvestitionen und von branchenbezogenen Arbeitsplätzen befasst.
Auch über die Frage, ob es „gerechte Kriege“ geben kann, wurde und wird im Rahmen einer internationalen Sicherheitspolitik und darüber hinaus immer wieder neu diskutiert.
Jürgen Habermas u. a. stellen in diesem Zusammenhang die Frage nach einer Weltinnenpolitik. Otfried Höffe schwebt sogar in Anlehnung an Kant eine „Weltrepublik“ vor. Konkurrierende Positionen betonen den Vorrang ökonomischer, sozialer und kultureller Gerechtigkeit. Eine gerechtere Weltordnung ist, darüber besteht ein weitgehender Konsens, nur im globalen Zusammenwirken erreichbar.

## Forschung

### Empirische Gerechtigkeitsforschung

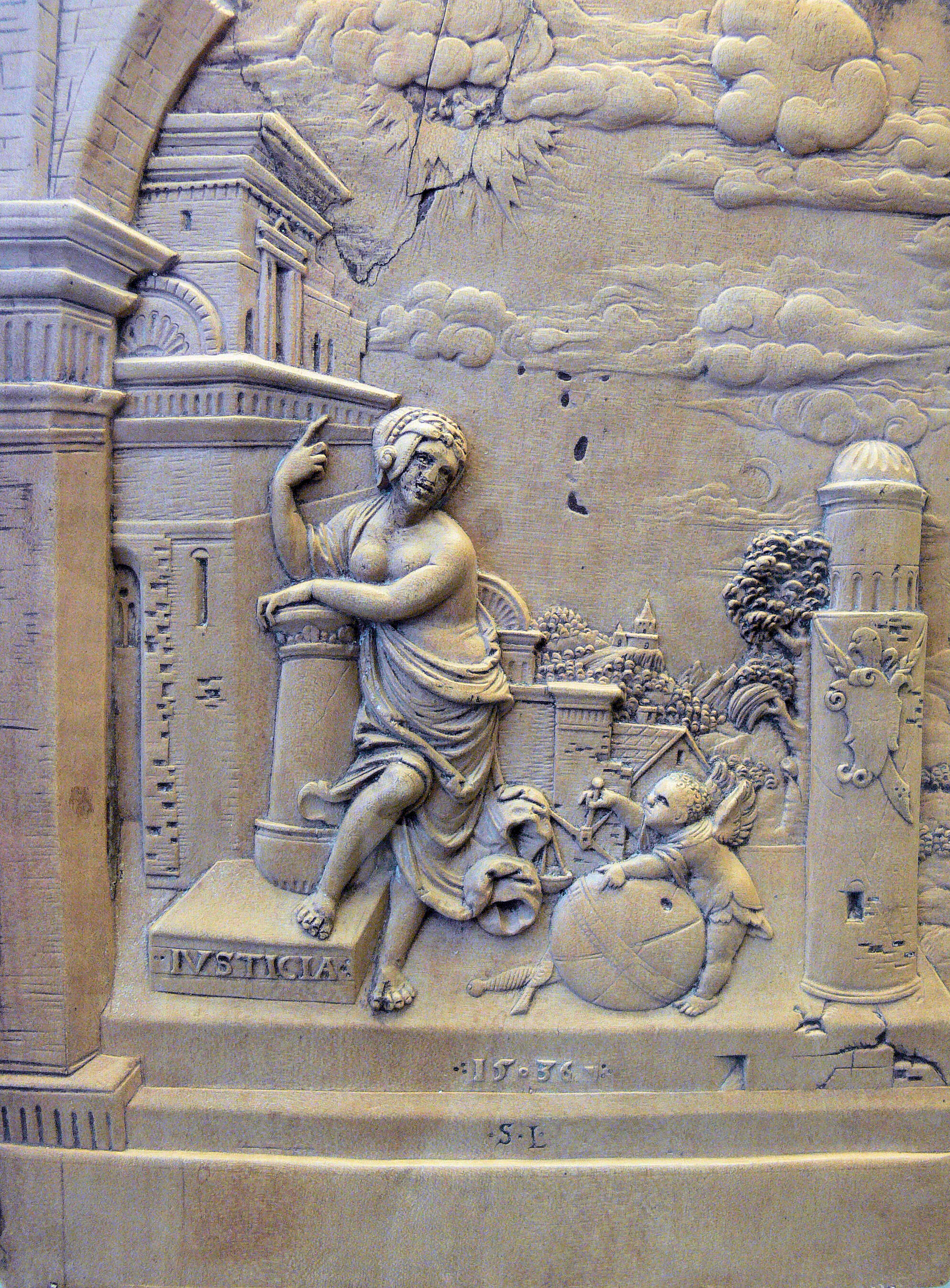
Sebastian Loscher: Irdische und göttliche Gerechtigkeit (1536)

Eine vertiefte Darstellung einzelner Forschungsthemen findet sich im Hauptartikel Gerechtigkeitsforschung.
Eine Rolle spielen für die Untersuchungen zur Gerechtigkeit auch die unterschiedliche Einstellungen zum Gegenstand (Psychologie), und inwieweit diese in den gegebenen gesellschaftlichen Verhältnissen widergespiegelt werden (Sozialwissenschaften). Dabei werden folgende Fragestellungen bearbeitet:
(1) Was glauben Individuen und Gesellschaften, was gerecht ist, und warum glauben sie es?
(2) Wie beeinflussen Gerechtigkeitsvorstellungen die aktuellen Belohnungen und die bestehende Güterverteilung in einer Gesellschaft?
(3) Wie ist das Ausmaß wahrgenommener Ungerechtigkeit bei einer Abweichung von einem gerechten Zustand?
(4) Was sind die verhaltensbezogenen und sozialen Folgen einer wahrgenommenen Ungerechtigkeit?
Aus psychologischer Sicht interessiert insbesondere, welche Faktoren die Haltung eines Menschen in Hinblick auf seine Gerechtigkeitsvorstellung beeinflussen und welche Auswirkungen als ungerecht beurteilte Sachverhalte haben. Welchen Einfluss hat die Moralerziehung? Wie wirken sich welche Verfahrensprinzipien und Verteilungsnormen auf das Gerechtigkeitsempfinden aus? Dabei werden zumeist Erhebungen mit den Methoden der empirischen Sozialforschung durchgeführt.
Wegbereiter der Gerechtigkeitsforschung in der Sozialpsychologie waren in den 1950er Jahren die Theorie der kognitiven Dissonanz von Leon Festinger und seine soziale Vergleichstheorie. George C. Homans führte erstmals ein Konzept der Verteilungsgerechtigkeit in seiner Austauschtheorie des sozialen Verhaltens ein. Bedeutende Theorien aus diesen Forschungsbereichen sind die Equity-Theorie von J. Stacy Adams. und die Gerechtigkeitsmotivtheorie von Melvin Lerner, die in Deutschland von Leo Montada vertreten wird. Die sozialpsychologische Forschung beschäftigt sich mit dem Entstehen, Erleben und Beurteilen von Ungerechtigkeiten und den Reaktionen darauf; denn tatsächliche oder vermeintliche Ungerechtigkeit(en) werden stark wahrgenommen und führen zu teilweise heftigen Reaktionen.
In den Sozialwissenschaften, vor allem in der Soziologie, wird die Frage erweitert, wie sich gesellschaftliche Institutionen, beispielsweise das Steuersystem, die Chancen auf Erwerbstätigkeit und Bildung, Zugang zum Gesundheitswesen, betriebliche Entlohnungssysteme oder das Strafrecht auf Gerechtigkeitsvorstellungen auswirken. Dabei wird zugleich der soziale Kontext der jeweiligen Werthaltungen untersucht.
Der französische Soziologe Pierre Bourdieu hat insbesondere mit seinen Werken Die feinen Unterschiede und Das Elend der Welt empirische Studien zur Erforschung sozialer Tatsachen, die auf Ungerechtigkeit verweisen, vorgelegt.

### Gerechtigkeit als Gegenstand der Entwicklungspsychologie
Nach Jean Piaget durchläuft der Mensch eine kognitive Lernentwicklung, die er in prinzipielle Entwicklungsstadien untergliederte. Dazu zählte er auch die Erweiterung moralischer Urteilsfähigkeit. Nach einem ursprünglichen, amoralischen Stadium unterschied Piaget drei Stufen:
- Moralischer Realismus (reine Reaktion auf erwartete Strafen; bis ca. 3 Jahre)
- Heteronome Moral (Kennen und Befolgen vorgegebener Regeln; bis ca. 10–12 Jahre)
- Autonome Moral (eigene Urteile und Regeln; ab der Pubertät)

Das Modell Piagets wurde in der Folgezeit von Lawrence Kohlberg an der Universität Chicago weiterentwickelt und differenziert. Kohlberg setzte dabei die moralische Entwicklung mit der des Gerechtigkeitsempfindens gleich. Dieses stellt eine Balance zwischen Ansprüchen und Bedürfnissen her. Die Annahme von Entwicklungsstufen ist eine idealtypische Konstruktion. Jede Stufe baut auf der vorhergehenden auf und ist zugleich eine Erweiterung des kognitiven Rahmens.
| Niveaus und Stufen            | Motivation und Bezug         |
| ----------------------------- | ---------------------------- |
| A. Präkonventionelles Niveau  |                              |
| 1. Autorität                  | Strafe, Belohnung            |
| 2. Eigene Bedürfnisse         | Zweck-Mittel-Denken          |
| B. Konventionelles Niveau     |                              |
| 3. Anerkennung                | Konformismus, Gefallenwollen |
| 4. Pflicht                    | Soziale Ordnung              |
| C. Postkonventionelles Niveau |                              |
| 5. Gesellschaftliche Regeln   | Demokratische Prinzipien     |
| 6. Universale Ethik           | ethische Grundprinzipien     |

Zu Beginn ihrer Entwicklung befinden sich Kinder auf einem präkonventionellen Niveau. Vorrangig ist die egoistische Perspektive. In einer ersten Entwicklungsstufe folgen sie Regeln einer Autorität, der Eltern, eines Lehrers. Orientierungsmaßstab sind Strafen und Belohnung. Die zweite Stufe zeigt die Verfolgung eigener Bedürfnisse im Zusammenspiel mit anderen. Sie ist noch individualistisch. Vorherrschend ist das Denken in den Kategorien Kosten und Nutzen nach dem Prinzip: wenn du mir hilfst, helfe ich dir auch. Ab etwa zehn Jahren setzt das konventionelle Niveau ein. Der Mensch beginnt, sich an übergeordneten Regeln zu orientieren. In der dritten Stufe strebt er nach Anerkennung, verhält sich in seinem sozialen Umfeld (Familie, Schule, Freizeit) konform und will vor allem anderen gefallen. In der vierten erfolgt die Orientierung an der gesellschaftlichen Ordnung. Man erfüllt seine Pflichten gegenüber Institutionen (Staat, Religion, im Verein) und versucht, zum Wohl der Gesellschaft beizutragen. Das dritte, postkonventionelle Niveau stellt einen Übergang zur Werte-Orientierung dar. Es kann etwa ab einem Alter von 20 Jahren erreicht werden. Allerdings gelingt es nicht allen Erwachsenen, sich dieser oder noch höheren Denkformen anzunähern. In der fünften Stufe wird die Gesellschaft als Sozialvertrag begriffen. Individuelle Rechte, vor allem Grundrechte, und allgemeine Rechtsprinzipien bestimmen das Denken über Fragen der Gerechtigkeit. Die sechste und höchste Stufe bringt die Orientierung an universalen ethischen Prinzipien (Kategorischer Imperativ), die auch Kritik an gesellschaftlichen Strukturen enthalten (Prinzip Verantwortung).
Kohlberg untersuchte sein Entwicklungsschema in Interview-Reihen mit Hilfe hypothetischer Dilemmata. Den Probanden wurden Situationen geschildert, in denen moralische Werte im Konflikt zueinander stehen und als vorrangig oder nachrangig beurteilt werden mussten. Dabei konnte seine sechste Stufe der moralischen Entwicklung empirisch nicht bestätigt werden. Die Forschungen Kohlbergs haben zu einer Vielzahl weiterer empirischer Untersuchungen geführt und Eingang in die Pädagogik gefunden. In Deutschland hat sich zu diesem Themenbereich ein Forschungszentrum an der Universität Konstanz gebildet, in dem Georg Lind, ein Schüler Kohlbergs, die Konstanzer Methode der Dilemmadiskussion entwickelt hat.
Carol Gilligan, eine ehemalige Mitarbeiterin Kohlbergs, stellte während der gemeinsamen Untersuchungen fest, dass Frauen innerhalb dieses Schemas regelmäßig im Durchschnitt niedrigere Stufen erreichten als Männer. In einem eigenen Befragungskonzept erweiterte sie den Bereich der untersuchten Werte und kam zu dem Schluss, dass das Konzept der Gerechtigkeit und die dabei unterstellte Autonomie typisch beim männlichen Geschlecht dominant, also androzentrisch seien. Für Frauen hingegen hat nach Gilligan in einem erheblich größeren Maß die Fürsorge als ethischer Wert Bedeutung. Hieraus entwickelte Gilligan die Fürsorgemoral, die sie als von der Gerechtigkeit, aber auch von der Barmherzigkeit unabhängige ethische Kategorie ansieht. Gerechtigkeit ist für sie daher nicht die oberste, sondern eine von mehreren gleichwertigen Tugenden.

### Menschliche Evolution und Primatenforschung

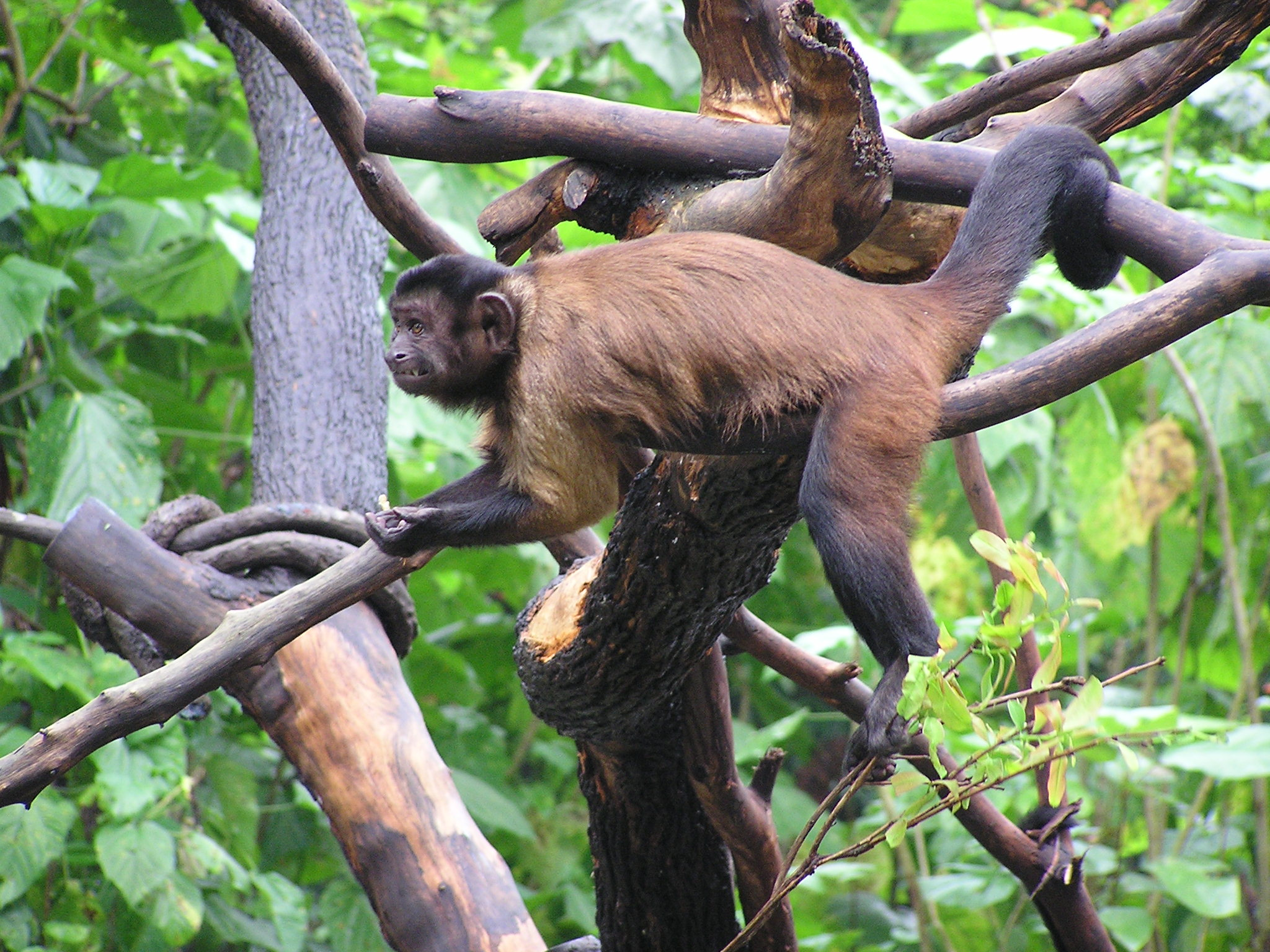
Gehaubter Kapuziner (Cebus apella)

Hanah Chapman am „Affect and Cognition Lab“ der Universität Toronto hat, angeregt durch Charles Darwin und dessen These, dass zu jeder Emotion ein bestimmter Gesichtsausdruck gehört (siehe Der Ausdruck der Gemütsbewegungen bei dem Menschen und den Tieren), die Reaktionen bei Ekel untersucht. Dabei haben die 27 Versuchspersonen bei bitteren Getränken und Bildern von Kot oder Insekten durch Schließen der Augen, Rümpfen der Nase und Hochziehen der Oberlippe mit dem „Ekelmuskel“ (Musculus levator labii superioris) reagiert. Die gleiche Reaktion konnte sie auch feststellen, wenn die Probanden sich in einem Experiment unfair behandelt fühlten. Chapman führt die analoge Abwehrreaktion auf einen Prozess der Evolution zurück. „Wir glauben, dieses alte Ekelsystem konnte dann für die soziale Welt auf neue Weise genutzt werden. Als die Menschen komplexere Gesellschaften entwickelten, mussten sie Verhaltensweisen ausgrenzen, die die Normen verletzen. Die Evolution hat sich dafür nichts Neues einfallen lassen, sie hat einfach den Geltungsbereich des Ekelgefühls ausgeweitet.“
Im Bereich der Primatenforschung haben Frans de Waal und Sarah Brosnan an der Emory University in Atlanta Experimente mit Kapuzineraffen (Cebus apella) durchgeführt, wobei es für gleiche Leistung als unterschiedliche Belohnung Weintrauben oder Gurke gab. Darauf verweigerten die benachteiligten Affen die Gurke als geringwertige Belohnung. De Waal und Brosnan schließen aus diesem Verhalten, dass Primaten über ein ursprüngliches Gerechtigkeitsgefühl verfügen, das sie im Laufe der Evolution zum Zweck der Kooperation entwickelt haben. Zu ähnlichen Ergebnissen kam auch Susan Perry vom Max-Planck-Institut für evolutionäre Anthropologie in Leipzig.

## Gerechtigkeit in den Religionen
Gerechtigkeit ist in vielen Religionen ein herausragender, positiv belegter Wert. Der Begriff hat vielfältige Bedeutungen, selbst innerhalb einer Religion.
In der jüdisch-christlichen Tradition ist Gerechtigkeit ein zentraler Kommunikations- und Gemeinschaftsbegriff. Er beschreibt die Beziehung zwischen Gott und den Menschen sowie zwischen den Menschen. In der Bibel (Einheitsübersetzung 2016) erscheinen die Begriffe Gerechtigkeit, gerecht und Gerechter 308, 97 bzw. 33 mal, beginnend mit Noach, der ein gerechter, untadeliger Mann genannt wird (Gen 6,9 ).
Für das Judentum meint Gerechtigkeit (sädäq) sowohl die Bundestreue Gottes als auch den Gehorsam des Menschen, den er durch seine innere Einstellung wie auch durch sein äußeres Handeln zum Ausdruck bringt. Mose wird in der Tora als Vermittler der Gesetze Gottes dargestellt: „Seht, ich lehre euch Gesetze und Rechtsvorschriften, wie mir der Herr, mein Gott, geboten hat.“ (Deut 4,5 ) Ein glaubender Jude ist aufgefordert, sein Handeln an der Gerechtigkeit auszurichten. „Der Gerechtigkeit, der Gerechtigkeit jage nach.“ (Deut 16,20 ) Dabei ist nicht nur das Erfüllen der Gebote im Tanach, sondern eine grundsätzliche ethische Haltung gefordert: „Es ist dir gesagt, Mensch, was gut ist und was Gott bei dir sucht: nichts anderes als Gerechtigkeit tun, Güte lieben und aufmerksam mitgehen mit deinem Gott.“ (Micha 6,8 ) Der hebräische Begriff sädäq ist eigentlich unübersetzbar und verbindet Gerechtigkeit, Güte und Liebe zu einer Einheit. „Sie bezeichnet all unser Wohltun, vom Almosengeben bis zur Selbsthingabe für den Nächsten als etwas, was diesem Nächsten gebührt und mit dessen Erfüllung wir nur das getan haben, was unsere Pflicht vor Gott ist. […] Eine lieblose, blinde mit verbundenen Augen agierende Gerechtigkeit wäre auf hebräisch ein Selbstwiderspruch, während Zedaka, juridisch gesehen, eine Ungerechtigkeit zugunsten der Armen ist.“

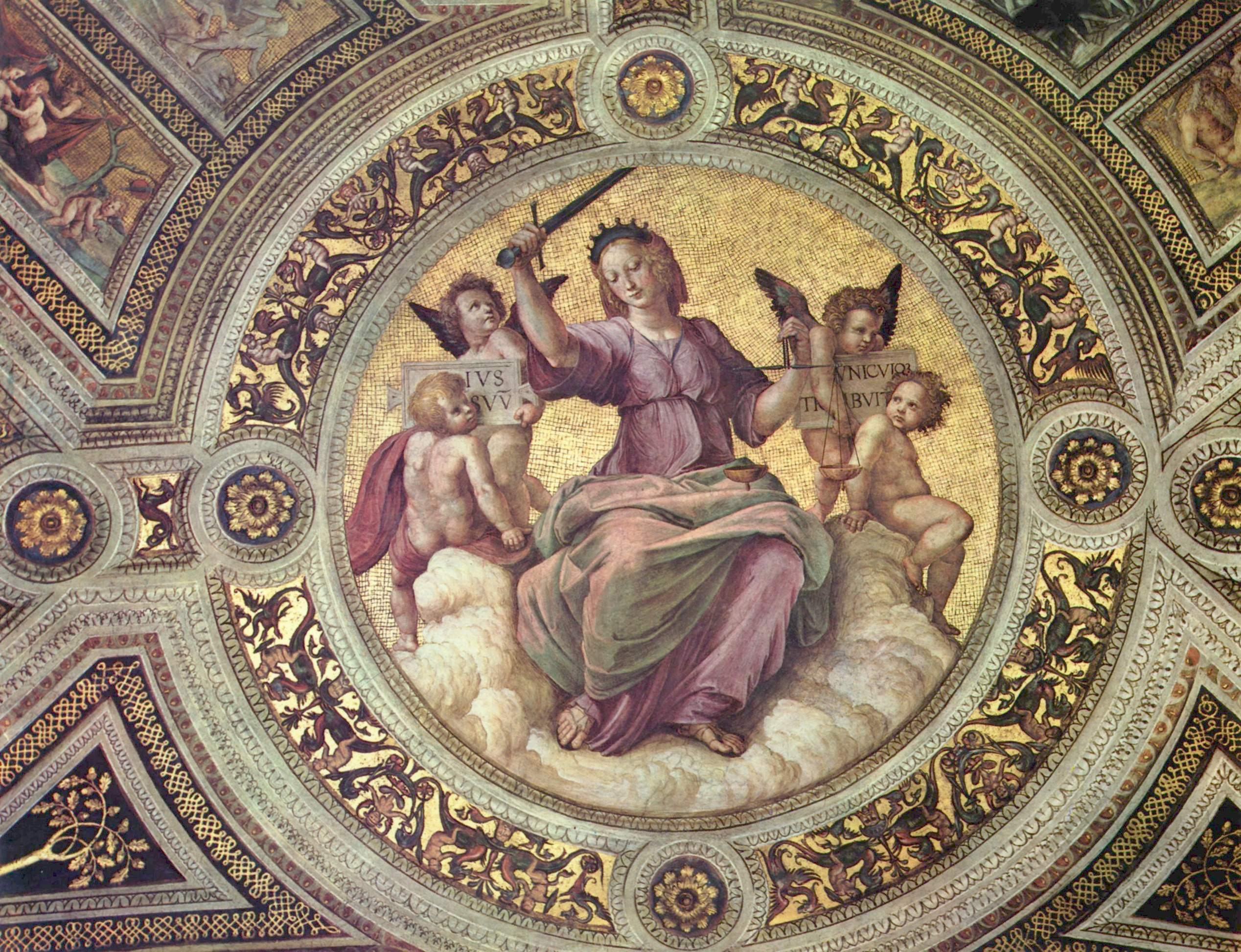
Gerechtigkeit. Fresko von Raffael im Vatikan

Im christlichen Sinne entsteht menschliche Gerechtigkeit indirekt durch die dem Menschen innewohnende selbstlose Gottesliebe als Motivation für eigene Handlungen und direkt durch die automatisch daraus folgende Einhaltung der Gebote Gottes (vgl. Jesus: „Wenn ihr mich liebt, werdet ihr meine Gebote halten“, Johannes 14,15 ). Gerechtigkeit schließt die Barmherzigkeit aus (Gottes-)Liebe mit ein. Dieser Gerechtigkeit übergeordnet ist die Gerechtigkeit Gottes, durch dessen Liebe und Handeln dem auf Erden lebenden Menschen Gottes Gerechtigkeit als Gnade geschenkt ist, die aber, nach dem biologischen Leibes-Tod, dem sündigen aber doch „gerechten“ Menschen im Gericht Gottes als Vergebung und Erlösung gegenübertritt.
Nach dem Alten Testament offenbart sich Gottes gerechtes Handeln auch in den sogenannten Heilserweisungen. Die Evangelien des Neuen Testamentes zeugen von der Verkündigung Jesu aus der gleichen Tradition. Die zahlreichen Wunder bzw. Heilungen lassen die rettende Liebe von Jesu „Vater im Himmel“ erkennen. Die Gleichnisse Jesu machen deutlich, dass jedem Einzelnen, durch eigenes irdisches Leben als „Gerechter“, Vergebung und Erlösung Gottes sowie ein ewiges Leben im Paradies zugesichert sind. Das Gleichnis von den Arbeitern im Weinberg (Mt 20,1–16 ) zeigt, dass es nach dem christlichen Gerechtigkeitsbegriff vor allem darauf ankommt, dass ein Sünder überhaupt auf Gott vertraut und ein gerechtes Leben auf Erden beginnt und dafür Gottes „Lohn“ erhält, gleich ob er schon am Anfang oder erst am Ende seines Erwachsenenlebens Jesus nachgefolgt ist. Der Apostel Paulus erlebt in der Urgemeinde das rettende Handeln Gottes durch seine eigene Spontan-Bekehrung. Das persönliche Vertrauen auf dieses Geschehen, d. h. der daraus gewonnene Glaube, stellt ihn unter das gerechtmachende Werk Gottes. Nach Paulus ist Gottes Gerechtigkeit „offenbart aus Glauben zum Glauben“ (Röm 1,17 ) „ohne Zutun des Gesetzes“ (Röm 3,21 ). Die Gerechtigkeit Gottes ist das ewige Geschenk Gottes an die Welt, die ewige Quelle der Liebe Gottes im Menschen ist die Motivation für gerechtes Handeln der Menschen untereinander; Die Unterscheidung von „vergänglicher“ Ungerechtigkeit in der Welt und „ewiger“ Gerechtigkeit als Werk Gottes im praktischen diesseitigen Handeln: „Stellt eure Glieder nicht der Sünde als Waffen der Ungerechtigkeit zur Verfügung, sondern stellt euch ganz Gott zur Verfügung als Menschen, die von den Toten auferweckt leben, und stellt eure Glieder als Waffen der Gerechtigkeit in den Dienst Gottes.“ (Röm 6,13 ). Weil Gerechtigkeit ein Leitbegriff in der Bibel ist, kam es in der Neuzeit mit Beschluss der VI. Vollversammlung des Weltkirchenrates in Vancouver 1983 zur Einigung auf den Konziliaren Prozess für Gerechtigkeit, Frieden und Bewahrung der Schöpfung. Der Vorrang des Zieles „Frieden in Gerechtigkeit“ wurde von der ersten europäischen Ökumenischen Versammlung 1989 in Basel von einer repräsentativen gesamtchristlichen Versammlung bestätigt und hat seitdem in Verfassungstexten Eingang gefunden. Ein Jahr später formulierte die Ökumenische Weltversammlung zu Gerechtigkeit, Frieden und Bewahrung der Schöpfung in Seoul unter Beteiligung aller christlichen Konfessionsfamilien als Grundüberzeugungen unter anderem: „Die einzig mögliche Grundlage für einen dauerhaften Frieden ist Gerechtigkeit. (Jesaja 32,17 )“, „Die Quelle der Menschenrechte ist die Gerechtigkeit Gottes, der sein versklavtes und verelendetes Volk aus der Unterdrückung befreit (2. Mose 3,7–8 )“, „Gottes Gerechtigkeit schützt die ‚Geringsten‘ (Matthäus 25,31–46 , die, die am verletzlichsten sind 5. Mose 24 ). Gott ist der Anwalt der Armen (Amos 5 )“.
Im Islam ist Gerechtigkeit („’adl“) ein Gebot Allahs im Rahmen der von ihm gegebenen Weltordnung. Er selbst ist Verkörperung der Gerechtigkeit: „Allah bezeugt, in Wahrung der Gerechtigkeit, dass es keinen Gott gibt, außer ihm.“ (Kor. 3, 18) Entsprechend ist Gerechtigkeit ein grundlegender Anspruch an den Muslim. „Mein Herr hat die Gerechtigkeit geboten.“ (Kor. 7, 29) Dabei wird im Koran in einer Vielzahl von Stellen auf das konkrete menschliche Handeln abgestellt.
- „Gott befiehlt euch, die anvertrauten Güter ihren Eigentümern zurückzugeben; und wenn ihr zwischen zwei Menschen richtet, nach Gerechtigkeit zu richten.“ (4, 58)
- „Folgt nicht dem Gelüst, statt gerecht zu verfahren.“ (4, 135)
- „Der Hass gegen Leute soll euch gewiss nicht verleiten, dass ihr nicht gerecht verfahrt. Das ist der Gottesfurcht näher.“ (5, 8)
- „Gott liebt die, die gerecht handeln.“ (5, 42)
- „Wenn ihr aussagt, dann seid gerecht, selbst wenn es um Verwandte ginge.“ (6, 152)
- „Mein Volk, gebt gerecht volles Maß und Gewicht.“ (11, 85)

Dabei führt auch im Islam der Glaube zu einer gerechten Haltung. „Ihr, die ihr glaubt, steht für Gott als Zeuge der Gerechtigkeit.“ (Kor. 5, 8) Ebenso ist Gott der Richter, der am Tage des Gerichts über Unrecht und Recht urteilt. (Kor. 10, 54)
In den asiatischen Weisheitslehren des Konfuzianismus, Daoismus und Buddhismus ist die Kategorie der Gerechtigkeit (als richtiges Handeln) Bestandteil umfassenderer Tugend- und Pflichtenlehren, die vor allem auf das Individuum ausgerichtet sind, sich im Konfuzianismus aber auch auf Staat und Gesellschaft beziehen.
Ein grundlegendes Problem für alle Religionen mit der Vorstellung eines allmächtigen, allgütigen, gerechten und in das Weltgeschehen eingreifenden Gottes ist angesichts des in der Welt vorhandenen Bösen, die sogenannte Theodizee: die Frage, wie die Existenz und jenseitige Wirklichkeit Gottes mit dem Bösen in der diesseitigen, irdischen Naturwirklichkeit vereinbar ist.

## Theorien zur Gerechtigkeit
Eine vertiefte Darstellung einzelner Theorien zur Gerechtigkeit findet sich im Hauptartikel Gerechtigkeitstheorien.

### Antike und Mittelalter: Gerechtigkeit als Tugend

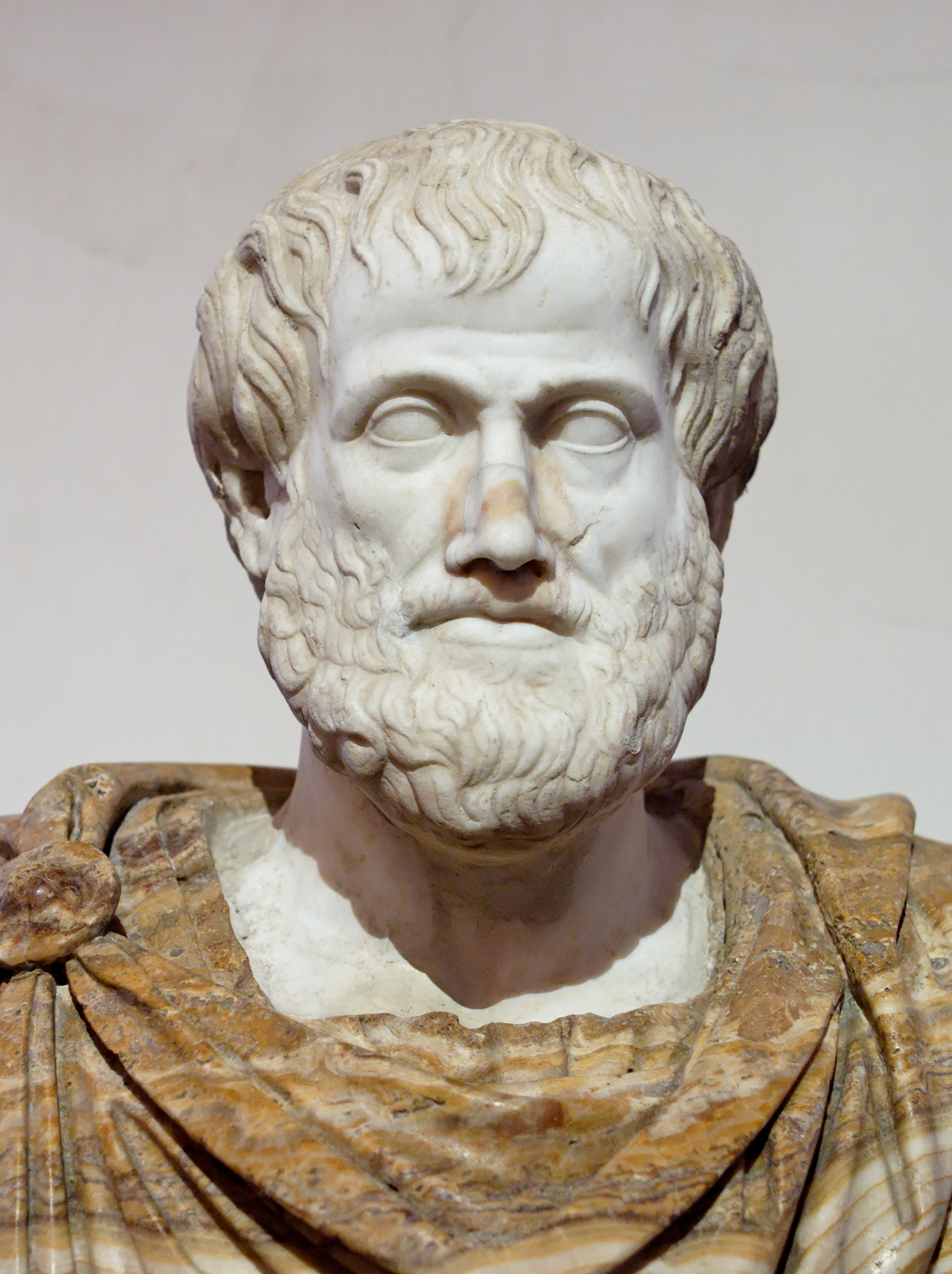
Aristoteles

Die Frage nach der Natur der Gerechtigkeit ist seit der griechischen Antike Gegenstand philosophischer Erörterungen. Frühe Erklärungen griffen dabei auf metaphysische Begründungen zurück. So wurde Gerechtigkeit als eine in der Natur vorhandene Ordnung oder als göttlichen Ursprungs verstanden. Dabei wurde Gerechtigkeit zunächst nicht vorrangig an kodifiziertem Recht gemessen, sondern als Ausdruck einer persönlichen Lebenshaltung betrachtet. Sowohl Platon als auch Aristoteles sahen die Eudaimonie (gutes, gelingendes Leben; oft mit „Glück“ übersetzt) als den höchsten anzustrebenden Wert an. Gerechtigkeit als Tugend und grundlegende Charaktereigenschaft galt ihnen als Voraussetzung für das Erlangen der Eudaimonie.
Für Platon ist Gerechtigkeit eine ewige, überweltliche, unveränderliche Idee, an der die Seele Anteil hat. Gerechtigkeit herrscht, „wenn man das Seine tut und nicht vielerlei Dinge treibt“ (Politeia IV, 433a), wenn jeder Mensch und jeder Seelenteil nur das ihm Gemäße verrichtet. Daher hat der Staat dafür zu sorgen, dass jeder seine Aufgabe nach seinen Fähigkeiten wahrnimmt und sich nicht in fremde Zuständigkeiten einmischt. Die Forderung, jedem das ihm Gebührende zukommen zu lassen (Suum cuique), bejaht Platon zwar, doch lehnt er sie als Definitionsmerkmal der Gerechtigkeit nachdrücklich ab.
Die analytische Aufteilung des Gerechtigkeitsbegriffs durch Aristoteles wird bis in die Gegenwart verwendet. Er unterscheidet zwischen der legalen (allgemeinen) Gerechtigkeit und der für die zwischenmenschlichen Beziehungen maßgeblichen besonderen Gerechtigkeit (iustitia particularis/specialis). Letztere differenzierte er in „Verteilungsgerechtigkeit“ (iustitia distributiva) und „ausgleichende Gerechtigkeit“ (iustitia commutativa). Epikur löste sich von der Vorstellung des Naturrechts und betrachtete Gerechtigkeit als eine Übereinkunft zum wechselseitigen Nutzen in der menschlichen Gemeinschaft.
In der römischen Gesellschaft bildeten sich allmählich die kodifizierten Rechtsvorschriften stärker aus. Gerechtigkeit wurde zwar immer noch mit einer persönlichen Haltung verbunden, war aber zum Beispiel bei Cicero schon stärker an der gesellschaftlichen Ordnung orientiert. So beginnt die Rechtssammlung des Kaisers Justinian I. (527–565), das Corpus Juris Civilis, mit der Definition des Rechts aus allgemeinen Prinzipien:
„Die Vorschriften des Rechts sind diese: ehrenhaft leben, den anderen nicht verletzen, jedem das Seine gewähren.“
Beginnend in der Spätantike und bis ins späte Mittelalter reichend, dominierten in der Folge christliche Vorstellungen die Debatte. Die Gerechtigkeit Gottes hatte Vorrang und daraus folgend konnte der Mensch Gerechtigkeit nur durch die Gnade Gottes erlangen.

### Neuzeit: Gerechtigkeit durch Gesellschaftsvertrag, Vernunftrecht
Mit der Neuzeit kam es schrittweise zu der Lösung von der Vorstellung einer gottgegebenen Gerechtigkeitsordnung. Gerechtigkeit wurde bei Thomas Hobbes als notwendiges Prinzip aus der Natur der Menschen begründet. In der Folge der neuen Weltsicht entstanden von Hobbes über John Locke bis zu Jean-Jacques Rousseau verschiedene Konzepte des Gesellschaftsvertrages, die auch politischen Einfluss auf neue absolutistische bis hin zu freiheitlichen Gesellschaftsordnungen hatten. Die jeweils als Gedankenexperiment konzipierten Modelle eines Sozialvertrages folgen unterschiedlichen, zum Teil gegensätzlichen Begründungskonzepten.

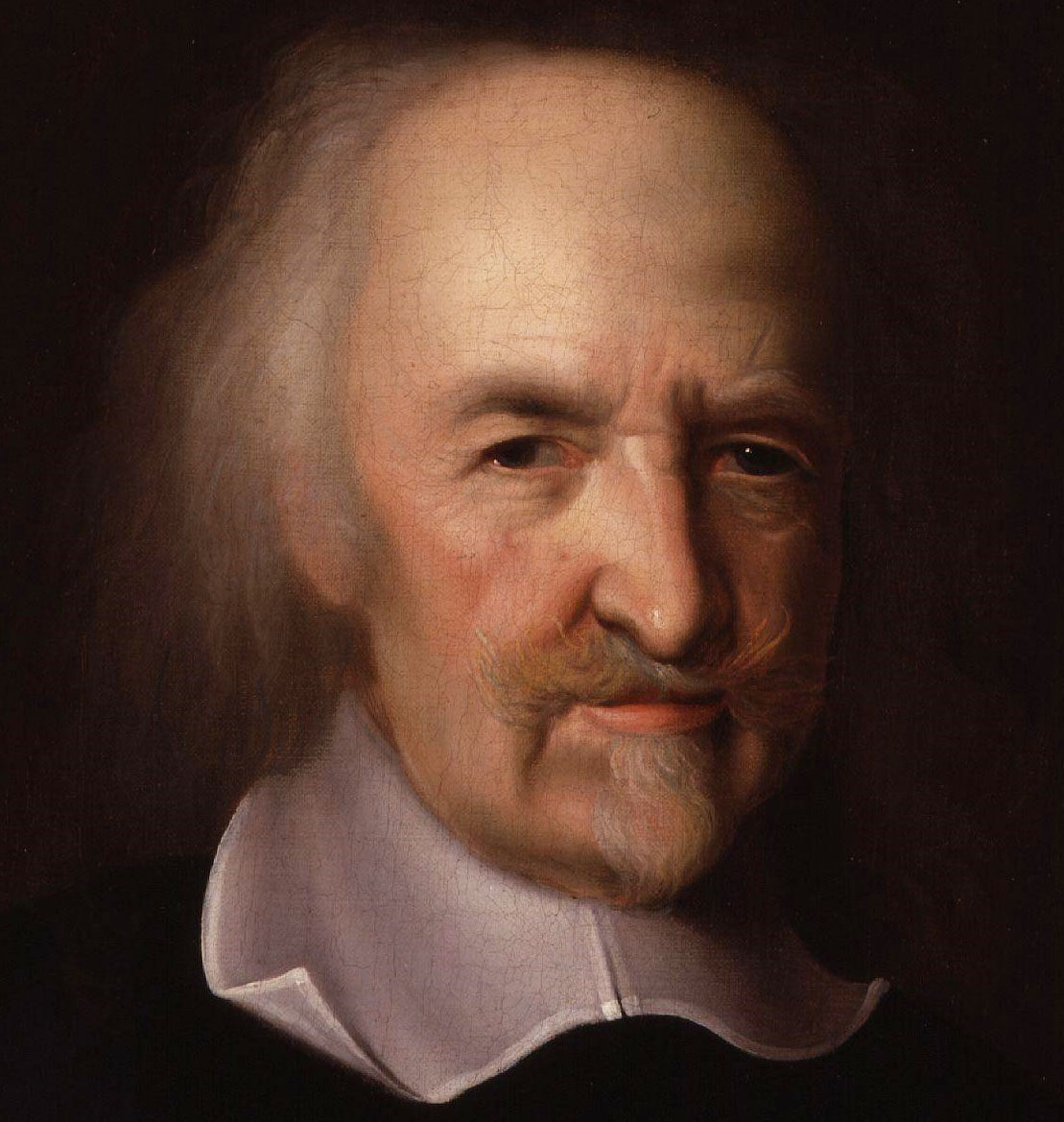
Thomas Hobbes

Hobbes’ Vertrag ist das Modell einer rein rationalen Zweckgemeinschaft, mit der die aggressive Natur des Menschen gebändigt werden soll. In der Widmung zu seinem Werk De Cive (Über den Bürger) heißt es zur ursprünglichen Natur des Menschen: „Homo homini lupus est“, das heißt der Mensch ist des Menschen Wolf. Zur Vermeidung eines Krieges aller gegen alle („Bellum omnia contra omnes“), schreibt er im Leviathan, übereignen die Menschen ihre natürlichen Rechte, wie das auf Selbstverteidigung, an einen Souverän, der autonom Recht setzt und dieses auch mit Gewalt durchsetzt. Diese Legitimation eines absoluten Herrschers ist zugleich die Begründung eines uneingeschränkten Rechtspositivismus, der Unrecht nur als Verstoß gegen geltendes Recht kennt. „Wo keine allgemeine Gewalt ist, ist kein Gesetz, und wo kein Gesetz, keine Ungerechtigkeit.“
Für Locke hingegen gibt es ein vorpositives, gottgegebenes Naturrecht, in dem der Mensch, ähnlich wie es vor ihm schon Seneca sah, frei ist und das Recht hat, Eigentum zu bilden. Der Gesellschaftsvertrag ist ein Kooperationsvertrag, so dass die Regierung nur den Willen des Bürgers des Staates repräsentiert. Sie ist an die Verfassung als Grundlagenvertrag gebunden und wird durch Gewaltenteilung kontrolliert.
Bei Rousseau hat der Staat eine ähnliche Schutzfunktion wie bei Hobbes. Rousseau sah allerdings den „Kampf aller gegen alle“ verursacht durch Eigentum und den Schritt des Menschen in die Zivilgesellschaft. Der Staat dient der Verhinderung von Ungerechtigkeit und darf zu diesem Zweck auch Gewalt anwenden. Der Gesellschaftsvertrag (contrat social) wird aber bei Rousseau nicht mit einem unabhängigen Herrscher geschlossen, sondern mit einem Staat, der den Gemeinwillen (volonté générale) verkörpert. Hierdurch ist die einzig mögliche Regierungsform die Republik ohne indirekte Repräsentation (Parteien, Parlament). Zur Natur des Sozialvertrages gehört die soziale Gerechtigkeit, also dass „kein Staatsbürger so reich sein darf, um sich einen andern kaufen zu können, noch so arm, um sich verkaufen zu müssen.“
Während die Ideen Lockes Einfluss auf die Verfassung der Vereinigten Staaten von 1787 mit ihrem wenig später aufgenommenen Grundrechtekatalog, der Bill of Rights hatten, prägten Teile von Rousseaus Konzepten eher die Französische Revolution.
Einen weiteren Schritt vollzogen der Skeptiker David Hume und Immanuel Kant, die auf die Unmöglichkeit einer Verknüpfung des Seins mit dem Sollen (Humes Gesetz) verwiesen. Kant wies das Naturrecht als metaphysisch zurück und entwickelte die Idee des Vernunftrechts.
David Hume vertrat einen radikalen Empirismus und lehnte damit ebenfalls Vorstellungen eines Naturzustandes und eines Naturrechts ab. Er betrachtete Gerechtigkeit als Produkt der Vernunft, als sekundäre Tugend, die keine moralischen Gebote oder Verbote begründet, sondern den Zweck verfolgt, die Ordnung des menschlichen Zusammenlebens sicherzustellen. Vor der Errichtung des Staates gab es bereits Regeln des Zusammenlebens in der Familie, die zur Basis des Sozialvertrags wurden. Dieser schützt vor allem das individuelle Eigentum in einer Gesellschaft, die üblicherweise von Knappheit an Gütern gekennzeichnet ist. Lebte der Mensch im Überfluss, könnte jeder nach seinen Bedürfnissen existieren; das Leistungsprinzip wäre nicht erforderlich. Herrscht andererseits jedoch ein extremer Mangel an Gütern, wird sich der Mensch egoistisch verhalten, es entsteht Ungerechtigkeit.
Das kantische Vernunftrecht basiert auf der Überlegung, dass es für den Menschen eine unabweisbare Tatsache der Erfahrung ist, dass er seine Handlungen durch Vernunft bestimmen kann. Er ist frei und autonom. Diese Autonomie ergibt sich auch im äußeren Verhältnis der Menschen untereinander. Der Mensch ist aus seiner Vernunft heraus verpflichtet, die Persönlichkeit und in ihr die Würde des anderen zu achten. Daraus ergibt sich nach Kant der kategorische Rechtsimperativ:
„Das Recht ist also der Inbegriff der Bedingungen, unter denen die Willkür des einen mit der Willkür des anderen nach einem allgemeinen Gesetz der Freiheit zusammen vereinigt werden kann.“
Die Freiheit des Einzelnen wird durch ein selbst gesetztes Gesetz sichergestellt. Hierdurch wird die Autonomie gewährleistet, aber durch die gemeinsame Bestimmung des Rechts zugleich auch die Freiheit beschränkt. Diese Bestimmung der (iuridischen) Gerechtigkeit ist rein formal. Für die materiale Gerechtigkeit bedarf es nach Kant der empirischen Erfahrung. Ausgehend von Locke und Hume hat Kant das Modell des Gesellschaftsvertrages übernommen, die Idee des Naturrechts aber ebenso wenig akzeptiert wie die Relativität der Gerechtigkeit, die sich aus Humes Skepsis ergab. Seine Begründung der Gerechtigkeit liegt in der Sittlichkeit als Gebot der reinen praktischen Vernunft. Max Horkheimer ergänzt diesen Gedanken: „Marx ist nicht darauf eingegangen, daß Gerechtigkeit und Freiheit dialektische Begriffe sind. Je mehr Gerechtigkeit, desto weniger Freiheit; je mehr Freiheit, desto weniger Gerechtigkeit. Freiheit, Gleichheit, Brüderlichkeit – wunderbar! Aber wenn Sie die Gleichheit erhalten wollen, dann müssen Sie die Freiheit einschränken, und wenn Sie den Menschen die Freiheit lassen wollen, dann gibt es keine Gleichheit.“

### Moderne: Utilitarismus, Skepsis, trial and error, Diskurs, Fairness
Anknüpfend an Hume entstand im englischsprachigen Raum der Utilitarismus als dominierendes ethisches Prinzip, das die allgemeine Wohlfahrt (den gesamtgesellschaftlichen Nutzen) in den Mittelpunkt der Werte stellte und die Gerechtigkeit auf die Ebene einer Rahmenbedingung verwies. Jeremy Bentham formulierte zunächst „das größte Glück der größten Zahl“ als ursprüngliches utilitaristisches Ziel. Bereits John Stuart Mill relativierte diesen reinen Hedonismus durch die qualitative Bewertung von Präferenzen und die Berücksichtigung von Werten und Tugenden. In der Gerechtigkeit sah er eine vollkommene Pflicht, weil sie eingefordert werden kann. Gerade deshalb ist sie auch mit Sanktionen durchsetzbar. Der Kritik, dass in individuellen Handlungssituationen der aus der Handlung resultierende Gesamtnutzen nicht bestimmt werden könne, begegnete Henry Sidgwick mit dem Regelutilitarismus, wonach Werte und Tugenden als sekundäre Prinzipien den gesamtgesellschaftlichen Nutzen sicherstellen (siehe auch Richard Mervyn Hare). Moderne Vertreter des Utilitarismus sind J.J.C. Smart, Peter Singer oder John Harsanyi. Durch das zugrunde liegende Nutzenkonzept ergibt sich eine starke Nähe des Utilitarismus zur Wohlfahrtsökonomie und der damit eng verbundenen Entscheidungstheorie.
Im Gefolge der Aufklärung steht die Skepsis gegen eine verbindlich vorgegebene (heteronome) Gerechtigkeit. Friedrich Nietzsche bestritt, dass die Lebenspraxis im Wesentlichen überhaupt durch praktische Vernunft bestimmt sei. – Karl Marx stellte der Auffassung, dass Gerechtigkeit aus vorgegebenen Prinzipien abzuleiten sei, die Ansicht gegenüber, Recht und Gerechtigkeit gehörten zum sogenannten Überbau: Gerechtigkeit beruhe auf den jeweiligen materiellen Verhältnissen und sei zum Beispiel im Kapitalismus Ausdruck der Herrschaft einer bürgerlichen Klasse. – Walter Benjamin und Jacques Derrida verwiesen darauf, dass Gerechtigkeit eine metaphysische, dem Recht zwar immanente, aber als Kategorien nicht fassbare Größe darstellt. – Nach Ansicht des Kritischen Rationalismus vollzieht sich Gerechtigkeitserkenntnis experimentierend durch „trial and error“. Dieses schrittweise Weiterschreiten gründe sich (sehr deutlich im Fallrecht) auf Gewissen und Konsens der Juristen.
Auch die Diskurstheorie, insbesondere die Diskurstheorie des Rechts von Jürgen Habermas, liefert Ansatzpunkte, Gerechtigkeitsfragen rational zu lösen und stellt einen Versuch dar, zu ausgewogenen und damit annähernd gerechten Ergebnissen zu gelangen: innerhalb einer Gesellschaft und darüber hinaus.

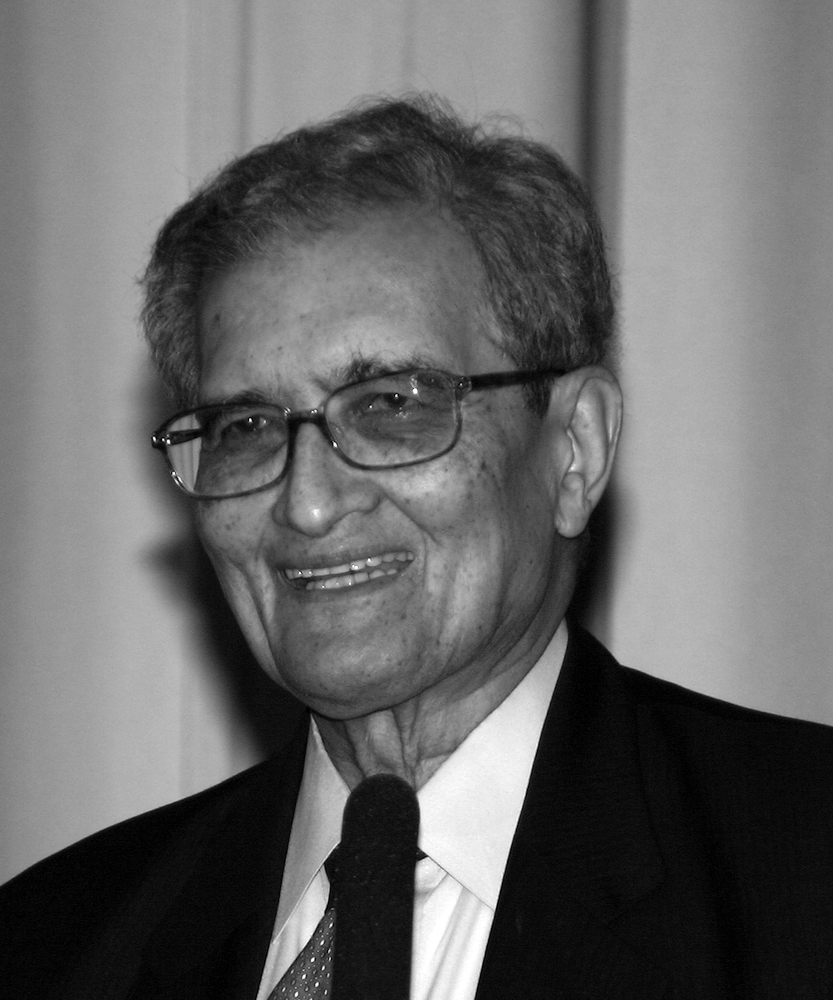
Amartya Sen

Ein neuer Ansatz in der Diskussion entstand mit der Theorie der Gerechtigkeit als Fairness von John Rawls, der eine Reihe von Grundrechten als Voraussetzung für Gerechtigkeit annahm und damit allgemeine Prinzipien für die gerechte Gestaltung der Gesellschaft in der Fortentwicklung kantischer Vorstellungen bietet. An Rawls anknüpfend entspann sich in den letzten 30 Jahren des 20. Jahrhunderts eine intensive Debatte um die Frage der Gerechtigkeit. Kritik an dem von Rawls oder Ronald Dworkin vertretenen liberalen Egalitarismus kam dabei sowohl von radikal liberalen Positionen von Robert Nozick, Friedrich Hayek oder James Buchanan, als auch vom auf die Perspektive der Gemeinschaft ausgerichteten Kommunitarismus, die insbesondere von Charles Taylor, Michael Sandel, Alasdair McIntyre und Michael Walzer vertreten wurde.
Einen Weg weg von der alleinigen Dominanz ökonomischer Kriterien weisen Martha Nussbaum und Amartya Sen mit ihrem Ansatz der Entwicklungs- und Verwirklichungschancen (englisch capabilities), dem ein Bündel von Werthaltungen zur Beurteilung von Gerechtigkeit zugrunde liegt. Damit tragen sie den sehr unterschiedlichen Bedürfnissen der Menschen Rechnung und berücksichtigen vor allem die Probleme internationaler Gerechtigkeit.

## Gerechtigkeit und Recht
Gerechtigkeit zählt neben Bezeichnungen wie Recht, Gesetz und Strafe zu den Grundlagenbegriffen der Rechtsphilosophie und der Rechtswissenschaft.

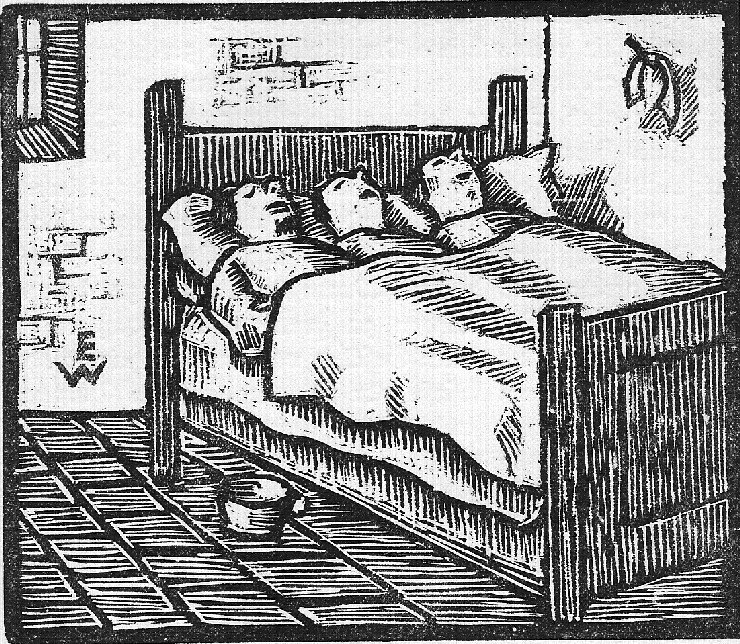
Der Schlaf der drei Gerechten, Holzschnitt von Ernst Würtenberger

Legale Gerechtigkeit unterscheidet sich von der ethischen Gerechtigkeit dadurch, dass die in der Gemeinschaft gültigen Normen für verbindlich erklärt worden sind. Dabei entsteht die Grundfrage, wer für diese Festlegung zuständig ist, wer die Rechtsetzungsmacht hat. Als Rechtsquellen sind kodifiziertes (geschriebenes) Recht, Gewohnheitsrecht und Vertragsrecht zu unterscheiden. In einer rechtlichen Ordnung wird sowohl die Beziehung der Einzelnen zueinander als auch die des Einzelnen zur Gemeinschaft geregelt. Die Verbindlichkeit des Rechts entsteht, wenn Abweichungen davon als Rechtsbruch festgestellt und (mit Rechtsfolgen) geahndet werden können.
Schon das Bestehen einer Rechtsordnung überhaupt – wie auch immer diese ausgestaltet sein mag –, das heißt das Abweichen von reiner Willkür, bildet einen Grundtatbestand der Gerechtigkeit, weil hierdurch eine Rechtssicherheit für den Einzelnen entsteht, und er seinen Handlungsspielraum hieraus ableiten kann. Dies ist eine formale Bedingung von Gerechtigkeit, die durch positives Recht als solches gewährleistet wird. Materielle Gerechtigkeit ist auf drei Ebenen herzustellen: in der Gesetzgebung, im Gerichtsverfahren und im Strafrecht. Rechtssicherheit als notwendige Bedingung formaler Gerechtigkeit ist dabei ein Nahziel des Rechts, die Herstellung materieller Gerechtigkeit das Fernziel. Die Rechtsprechung soll zwischen diesen beiden Rechtswerten vermitteln. Größte Ungerechtigkeit kann sich ergeben, wenn Rechtssicherheit zum Alleinziel erhoben wird. Außerdem muss der auf legaler Gerechtigkeit beruhende Staat seine Rechtsordnung für die sozialen Akteure glaubwürdig praktisch umsetzen. Dabei wird das Zusammenwirken von Gerechtigkeit(svorstellungen), Recht(ssystem) und (Durchsetzungs-)Macht deutlich.

### Naturrecht vs. Rechtspositivismus

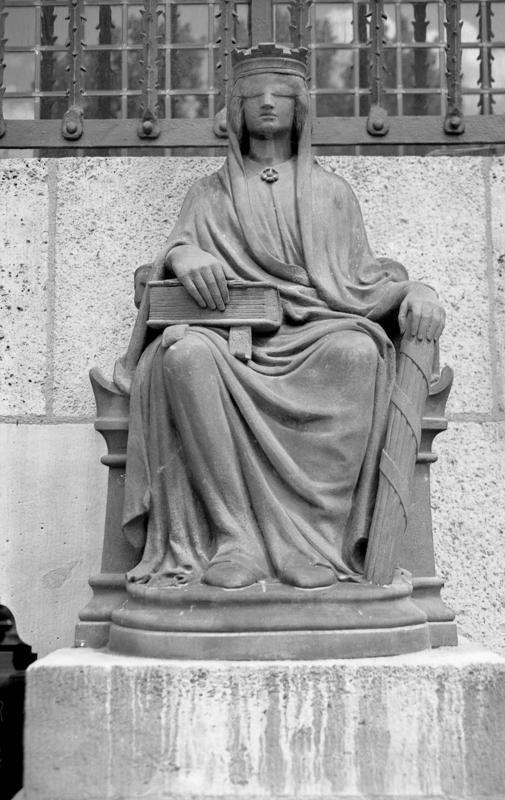
Justitia am Landgericht Berlin

Eine der grundlegenden Fragen der Rechtsphilosophie ist, ob es ein allgemeingültiges Naturrecht gibt, oder ob Gesetze allein aufgrund menschengemachter Regeln zustande kommen sollen. Letztere Auffassung bezeichnet man als Rechtspositivismus. Je nach Auffassung wird das Verhältnis von Gerechtigkeit und Recht unterschiedlich bestimmt. Soweit auf die Gesetzesordnung angewendet, fordern Vertreter des Naturrechts wenigstens, dass Gesetze aus ethischen Prinzipien abgeleitet werden und mit diesen im Einklang stehen müssen.
Für Rechtspositivisten ergibt sich das Recht aus der sozialen Praxis und ist unabhängig von der Moral (Trennungsthese), zu der auch die Idee der Gerechtigkeit gezählt wird. Recht wird allein nach seiner Zweckmäßigkeit beurteilt. Darüber hinaus gibt es Ansätze, die in unterschiedlicher Weise versuchen, Elemente beider Richtungen miteinander zu verknüpfen.
Der Widerstreit der beiden Positionen beruht im Grundsatz auf der Differenz darüber, welchen Charakter die Grundwerte einer Gesellschaft haben. Für den Rechtspositivisten sind sie vom Menschen gewählt und je nach kulturellem Kontext verschieden. Für manche Naturrechtler sind moralische Festlegungen wie die Würde des Menschen, Freiheit, Gleichheit oder die Unverletzlichkeit des Lebens unveräußerliche Werte, die kulturunabhängig und unabhängig vom geltenden Recht bestehen; andere beziehen sich auf die Vernunft. In der praktischen Konsequenz können positive Gesetze für den Naturrechtler danach Unrecht darstellen.
Einer verbreiteten, aber zu pauschalen Auffassung zufolge ist für den Rechtspositivismus das gesetzte Recht ohne Einschränkung gültig, während nach Naturrechtsverständnis unter bestimmten (extremen) Bedingungen bürgerlicher Widerstand gegen bestehende Gesetze begründet und sogar ethisch geboten sein kann. Damit (nicht identisch, aber) verwandt ist die Unterscheidung zwischen verpflichtender Rechtsgeltung und bloßer Durchsetzbarkeit von Vorschriften, die, wie z. B. die Lagerordnung eines Konzentrationslagers, nur ein bedingtes Müssen begründen, aber Ungehorsam legitimieren. Eine nichtpositivistische Begründung für ein Recht auf Widerstand liefert die Radbruchsche Formel, die Gustav Radbruch vor dem Hintergrund des nationalsozialistischen Unrechtsstaates entwickelt hat. Dass diese Dichotomie die Haltung des Rechtspositivismus und der Naturrechtslehre zum Problem der Gerechtigkeit jedoch zu stark vereinfacht, machen zwei Gegenbeispiele deutlich: Auf der einen Seite haben positivistisch orientierte Rechtsphilosophen wie der Brite H.L.A. Hart, neben Hans Kelsen der bedeutendste Rechtspositivist des 20. Jahrhunderts, sowie im deutschsprachigen Raum der Philosoph Norbert Hoerster wiederholt darauf hingewiesen, dass gerade die positivistische Trennungsthese eine kritische Beurteilung der geltenden Gerechtigkeitsmaßstäbe ermögliche. Rechtskritik könne einer rechtspositivistischen Theorie sogar besser gelingen als einer naturrechtlich fundierten, da nur jene in der Lage sei, zwischen dem Recht, wie es ist, und dem Recht, wie es sein sollte, zu unterscheiden. Hans Kelsen betonte aber in einer Diskussion mit Naturrechtsvertretern ausdrücklich, das Naturrecht habe gegenüber seiner Reinen Rechtslehre „den Nachteil, daß man dann annehmen muß, daß das Sowjetrecht …(und) daß das Nazirecht kein Recht ist …“ Andererseits hat beispielsweise Immanuel Kant zwar eine vernunftrechtlich begründete, auf materiellen Grundsätzen aufbauende Rechtslehre entwickelt, ein Recht des Volkes auf Widerstand gegen ungerechte, selbst gegen die Menschenrechte verstoßende Gesetze, jedoch strikt abgelehnt.

### Gleichheit vor dem Gesetz als Grundrecht
Der Gleichheitssatz ist eine wichtige Grundlage des juristischen Bemühens um Gerechtigkeit. Er ist ein Leitfaden der Rechtsentwicklung und insgesamt ein Fundament des Rechtsstaates. Daher ist er ein Bestandteil der meisten Verfassungen. So bestimmt Art. 3 Abs. 1 des deutschen Grundgesetzes (GG): „Alle Menschen sind vor dem Gesetz gleich“ und bezieht sich auch hierzu auf die Gerechtigkeit: „Das Deutsche Volk bekennt sich … zu unverletzlichen und unveräußerlichen Menschenrechten als Grundlage jeder menschlichen Gemeinschaft, des Friedens und der Gerechtigkeit in der Welt.“ (Art. 1 Abs. 2 GG)
In der Allgemeinen Erklärung der Menschenrechte der Vereinten Nationen von 1948 heißt es: „Alle Menschen sind frei und gleich an Würde und Rechten geboren. […] Jeder Mensch hat Anspruch auf die in dieser Erklärung verkündeten Rechte und Freiheiten ohne irgendeine Unterscheidung, wie etwa nach Rasse, Farbe, Geschlecht, Sprache, Religion, politischer oder sonstiger Überzeugung, nationaler oder sozialer Herkunft, nach Eigentum, Geburt oder sonstigen Umständen.“

### Gerechtigkeit vor Gericht

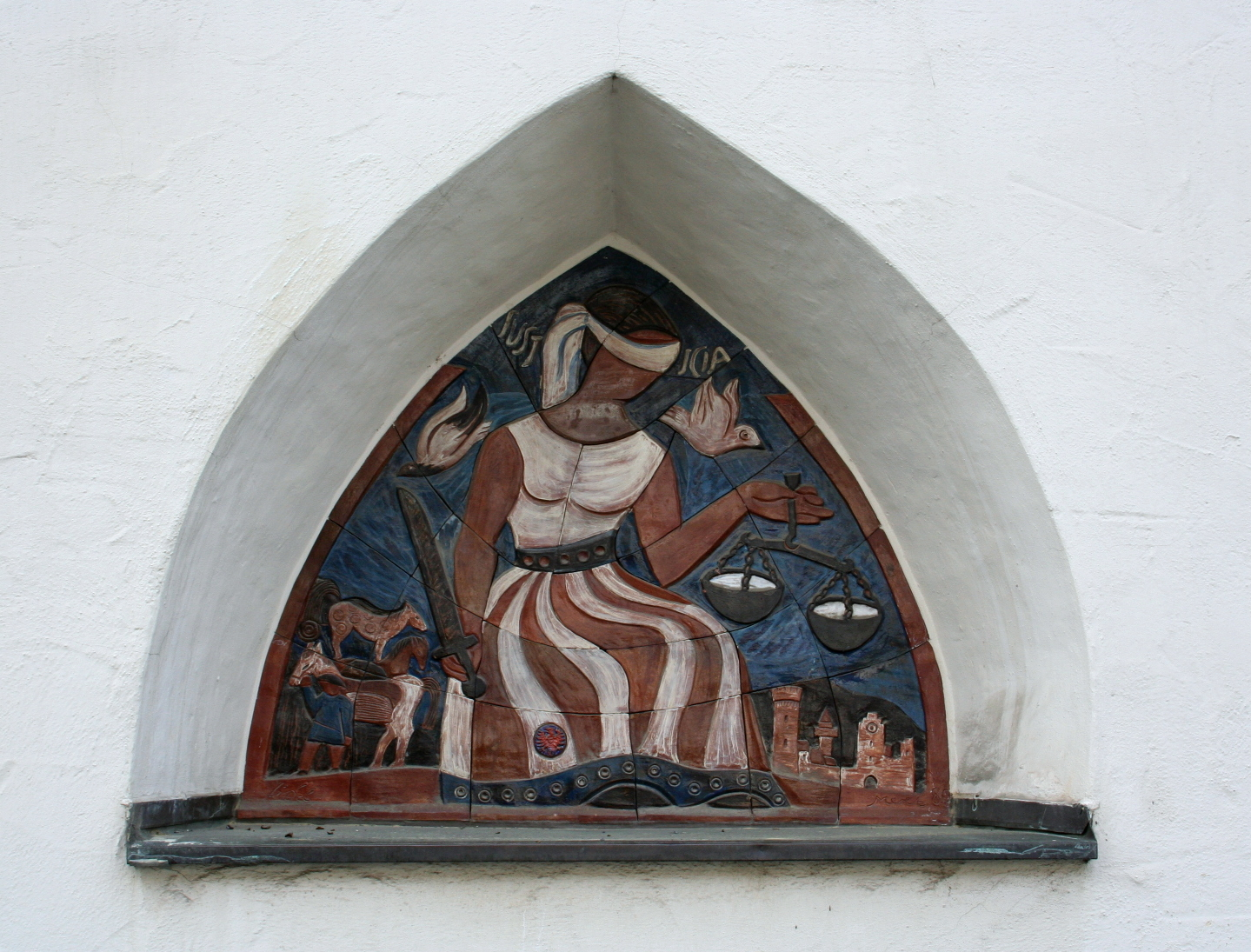
Justitia am Gebäude des Landgerichts Ravensburg

Neben dem kodifizierten Recht ist die Einrichtung von Gerichten ein wesentlicher Schritt zur Schaffung von Rechtssicherheit und damit von Gerechtigkeit, insbesondere wenn sie mit dem Verbot von Privatjustiz bzw. Selbstjustiz einhergeht. Die Institution der Justiz soll gewährleisten, dass Rechtsstreitigkeiten im Zivilrecht ebenso wie Rechtsverstöße im öffentlichen und im Strafrecht von sachkundigen, unabhängigen Personen in gleicher Weise und angemessen beurteilt und entschieden bzw. geahndet werden. Dies ist zur Gewährleistung von Gerechtigkeit notwendig, da Gesetze vom Charakter her allgemein formuliert sind und auf konkrete Tatbestände nur durch eine Bewertung angewendet werden können.
Zur Gerechtigkeit in einem Gerichtsverfahren tragen eine Reihe von Faktoren bei:
- vollständige Aufklärung des Sachverhaltes
- Unparteilichkeit des Richters (keine Befangenheit)
- Sachkenntnis des Richters
- juristische Fachkenntnis des Richters
- Öffentlichkeit des Verfahrens
- eine allgemeingültige Prozessordnung
- das Recht der Beteiligten auf Akteneinsicht
- die Möglichkeit, Beweise zu beantragen, Zeugen und Sachverständige zu befragen, sowie zur Sach- und Rechtslage Stellung zu nehmen
- die Möglichkeit, sich anwaltlich vertreten zu lassen

Wünschenswert, aber nicht erzwingbar sind die Urteilsfähigkeit sowie damit verbunden eine persönliche Gerechtigkeit des Richters. Da Gesetze auslegungsbedürftig sind und die Möglichkeit des Irrtums besteht, hat sich die Möglichkeit entwickelt, Rechtsmittel bei einem höheren Gericht einzulegen. Zur Rechtssicherheit trägt auch die Veröffentlichung von Urteilen bei, die auf die Gleichmäßigkeit der Rechtsprechung hinwirkt. Bei Straftaten trägt zur gleichmäßigen Rechtsanwendung ohne Ansehen der Person bei, dass bei Bekanntwerden eines Verdachts die Staatsanwaltschaft von Amts wegen ermitteln muss. Weitgehend können diese idealen Bedingungen in demokratischen Rechtsstaaten verwirklicht werden.

### Das Problem des Richterrechts

Die Waage als Symbol einer gerechten (ausgewogenen) Rechtsprechung

Da Gesetze generell-abstrakte Regelungen sind, kommt es immer wieder vor, dass in einzelnen Lebenssachverhalten Rechtsprobleme auftauchen, die gesetzlich nicht geregelt sind. Dies kann zu als ungerecht empfundenen Situationen führen. Abhilfe kann hier eine Rechtsfortbildung schaffen, die zu so genanntem Richterrecht führt. So waren in der ursprünglichen Fassung des Bürgerlichen Gesetzbuches im Schuldrecht nur zwei Fälle vorgesehen, in denen bei Leistungsstörungen der Schuldner dem Gläubiger Schadensersatz leisten muss: zu vertretende Unmöglichkeit und Verzug. Bald stellte sich heraus, dass eine weitere Fallgruppe vom Gesetzgeber übersehen worden war, nämlich die Schlechtleistung: Der Schuldner erbringt zwar die Leistung, fügt hierbei aber dem Gläubiger einen Schaden zu. Um hier zu befriedigenden Lösungen zu gelangen, ergänzte die Rechtsprechung das Gesetz mit der Rechtsfigur der Positiven Forderungsverletzung. Diese war als lückenfüllendes Richterrecht anerkannt, bis sie im Jahr 2001 durch eine Neufassung des § 280 BGB vom Gesetzgeber ausdrücklich geregelt wurde.
Häufiger in der Rechtsprechung sind jedoch Analogien. Analog bedeutet hier, ein Gesetz auf einen anderen Sachverhalt entsprechend anzuwenden. Die Ergänzung von Gesetzeslücken ist im Schweizer Recht ausdrücklich vorgesehen:
„Kann dem Gesetz keine Vorschrift entnommen werden, so soll der Richter nach Gewohnheitsrecht und, wo auch ein solches fehlt, nach der Regel entscheiden, die er als Gesetzgeber aufstellen würde. Er folgt dabei bewährter Lehre und Überlieferung.“ (Art. 1, Abs. 2 und 3, Schweizerisches Zivilgesetzbuch)
In Deutschland gibt es eine solche gesetzliche Regel nicht, jedoch ist es anerkannt, dass die Rechtsprechung unter Umständen ein auf einen Sachverhalt nach seinem Wortlaut nicht passendes Gesetz analog anwenden darf, wenn unter Gerechtigkeitsgesichtspunkten eine derartige Anwendung erforderlich ist und eine planwidrige Regelungslücke besteht (also der Gesetzgeber nicht bewusst keine Regelung getroffen hat). Hiermit kann insbesondere eine verfassungskonforme Auslegung einfachen Gesetzesrechts erreicht werden.
So hat es das Bundesverfassungsgericht im Soraya-Urteil aus dem Jahr 1973 ausdrücklich gebilligt, dass der BGH entgegen dem Wortlaut des damaligen § 847 Abs. 1 BGB (jetzt § 253 Abs. 2 BGB) ein Schmerzensgeld für die Verletzung des Allgemeinen Persönlichkeitsrechts zugebilligt hat. Zur Begründung hat es ausgeführt:
„Die traditionelle Bindung des Richters an das Gesetz, ein tragender Bestandteil des Gewaltentrennungsgrundsatzes und damit der Rechtsstaatlichkeit, ist im Grundgesetz jedenfalls der Formulierung nach dahin abgewandelt, dass die Rechtsprechung an Gesetz und Recht gebunden ist (Art. 20 Abs. 3 GG). Damit wird nach allgemeiner Meinung ein enger Gesetzespositivismus abgelehnt. Die Formel hält das Bewusstsein aufrecht, dass sich Gesetz und Recht zwar faktisch im Allgemeinen, aber nicht notwendig und immer decken. Das Recht ist nicht mit der Gesamtheit der geschriebenen Gesetze identisch. Gegenüber den positiven Satzungen der Staatsgewalt kann unter Umständen ein Mehr an Recht bestehen, das seine Quelle in der verfassungsmäßigen Rechtsordnung als einem Sinnganzen besitzt und dem geschriebenen Gesetz gegenüber als Korrektiv zu wirken vermag; es zu finden und in Entscheidungen zu verwirklichen, ist Aufgabe der Rechtsprechung. Der Richter ist nach dem Grundgesetz nicht darauf verwiesen, gesetzgeberische Weisungen in den Grenzen des möglichen Wortsinns auf den Einzelfall anzuwenden. Eine solche Auffassung würde die grundsätzliche Lückenlosigkeit der positiven staatlichen Rechtsordnung voraussetzen, ein Zustand, der als prinzipielles Postulat der Rechtssicherheit vertretbar, aber praktisch unerreichbar ist. Richterliche Tätigkeit besteht nicht nur im Erkennen und Aussprechen von Entscheidungen des Gesetzgebers. Die Aufgabe der Rechtsprechung kann es insbesondere erfordern, Wertvorstellungen, die der verfassungsmäßigen Rechtsordnung immanent, aber in den Texten der geschriebenen Gesetze nicht oder nur unvollkommen zum Ausdruck gelangt sind, in einem Akt des bewertenden Erkennens, dem auch willenhafte Elemente nicht fehlen, ans Licht zu bringen und in Entscheidungen zu realisieren. Der Richter muss sich dabei von Willkür freihalten; seine Entscheidung muss auf rationaler Argumentation beruhen. Es muss einsichtig gemacht werden können, dass das geschriebene Gesetz seine Funktion, ein Rechtsproblem gerecht zu lösen, nicht erfüllt. Die richterliche Entscheidung schließt dann diese Lücke nach den Maßstäben der praktischen Vernunft und den fundierten allgemeinen Gerechtigkeitsvorstellungen der Gemeinschaft.“
Mit Urteil vom 25. Januar 2011 hat das Bundesverfassungsgericht aber die Grenzen derartiger Rechtsfortbildung aufgezeigt:
Der Aufgabe und Befugnis zur „schöpferischen Rechtsfindung und Rechtsfortbildung“ sind mit Rücksicht auf den aus Gründen der Rechtsstaatlichkeit unverzichtbaren Grundsatz der Gesetzesbindung der Rechtsprechung jedoch Grenzen gesetzt. Der Richter darf sich nicht dem vom Gesetzgeber festgelegten Sinn und Zweck des Gesetzes entziehen. Er muss die gesetzgeberische Grundentscheidung respektieren und den Willen des Gesetzgebers möglichst zuverlässig zur Geltung bringen. Er hat hierbei den anerkannten Methoden der Gesetzesauslegung zu folgen. Eine Interpretation, die als richterliche Rechtsfortbildung den klaren Wortlaut des Gesetzes hintanstellt, keinen Widerhall im Gesetz findet und vom Gesetzgeber nicht ausdrücklich oder – bei Vorliegen einer erkennbar planwidrigen Gesetzeslücke – stillschweigend gebilligt wird, greift unzulässig in die Kompetenzen des demokratisch legitimierten Gesetzgebers ein.
Das Problem derartigen Richterrechts analoger Anwendung von Gesetzen liegt darin, dass wegen des Grundsatzes der Gewaltenteilung die Gesetzgebung dem parlamentarischen Gesetzgeber vorbehalten ist, während der Richter an das geltende Recht gebunden ist, aber kein neues Recht schaffen soll. Auch verweisen Kritiker darauf, dass durch das Richterrecht ein Element der Willkür in der Rechtsprechung enthalten sei, das zur Rechtsunsicherheit beitrage. Insbesondere sei es ein systematischer Mangel des Richterrechts, dass die im Urteil festgelegten Rechtsprinzipien bis dahin für entsprechende Fälle keine Rechtsgrundlage waren. Richterrecht verstoße damit gegen den Grundsatz des Rückwirkungsverbotes von Gesetzen. Problematisch unter Aspekten der Gewaltenteilung ist, dass der Gesetzgeber oftmals ein Problem regeln könnte, das aber nicht will, weil eine Regelung parlamentarisch schwierig zu erreichen ist und er die Problematik den Gerichten überlässt.
Grundsätzlich unzulässig sind Rechtsfortbildungen und analoge Anwendung von Gesetzen zum Nachteil eines Angeklagten im materiellen Strafrecht, da dort der strikte Grundsatz Nulla poena sine lege gilt. Analogien im Strafverfahrensrecht sind aber erlaubt, sofern der Grundsatz des fairen Verfahrens nicht verletzt wird.
Das anglo-amerikanische Rechtssystem kommt mit weniger vom Gesetzgeber geschaffenen Rechtsnormen aus, es entwickelt sich – mehr am Einzelfall orientiert – im Wesentlichen durch Fortbildung von Richterrecht weiter. Hier ist eine Angleichung der Rechtssysteme zu bemerken. Andererseits greift der anglo-amerikanische Gesetzgeber immer mehr durch Setzung von Rechtsnormen ordnungspolitisch in die Gesellschaft ein, zum anderen werden im französisch-deutschen Rechtssystem immer mehr Rechtsfragen im konkreten Einzelfall durch die Gerichte geregelt als vom Gesetzgeber.

### Gerechtigkeit im Strafrecht

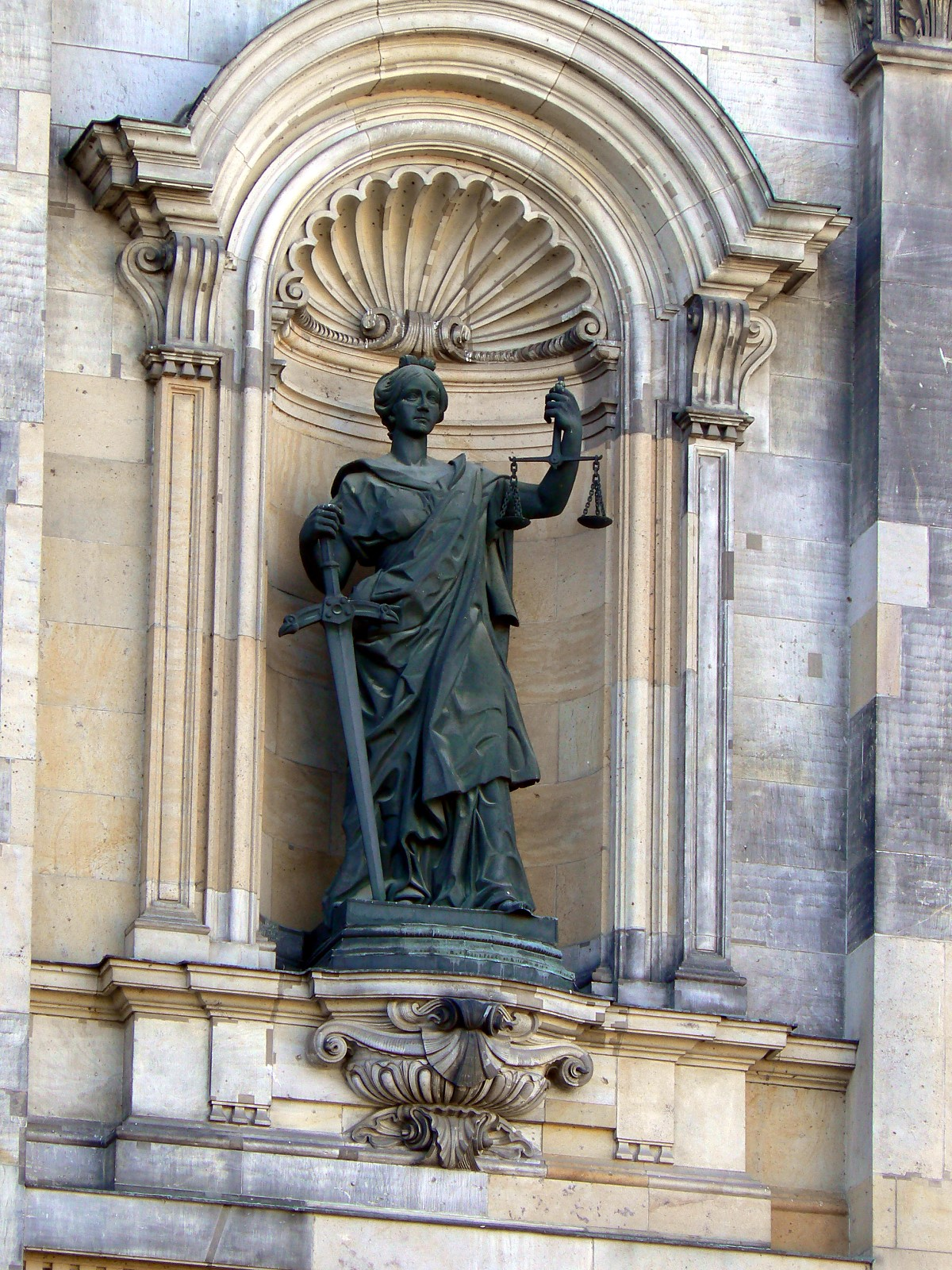
Gerechtigkeit nach Max Baumann am Berliner Dom

Strafen sind ein wesentlicher Eingriff in das Selbstbestimmungsrecht des Betroffenen. Sie bedürfen daher einer grundlegenden Rechtfertigung. Gerichtlich verhängte Strafen aufgrund von Gesetzesverstößen haben mehrere Funktionen, die im Strafrecht verschiedener Staaten unterschiedlich gewichtet werden:
- Kompensation durch Vergeltung
- Kriminalprävention durch Abschreckung
- Erziehung zum Zweck der Resozialisierung
- Durchsetzung sozialer oder politischer Zwecke

Durch seine Tat hat sich ein Straftäter in gewisser Weise einen Vorteil verschafft und das sittliche Gleichgewicht der Gesellschaft gestört. In diesem Sinne sind Strafen eine Form der ausgleichenden Gerechtigkeit und vergangenheitsbezogen. Ihnen liegt die grundsätzliche Annahme zugrunde, dass Täter aus freiem Willen handeln und sich möglicher Konsequenzen ihrer Taten bewusst sind oder zumindest bewusst sein könnten. Am konsequentesten haben diesen rein vergeltenden, ausgleichenden und vergangenheitsbezogenen Charakter der Strafe die Philosophen Immanuel Kant und Georg Wilhelm Friedrich Hegel vertreten. Kant zufolge „müßte [falls ein Inselvolk sich aufzulösen beschlösse] vorher der letzte im Gefängnis befindliche Mörder hingerichtet werden, damit jedermann das widerfahre, was seine Taten wert sind und die Blutschuld nicht auf dem Volke hafte, das auf diese Bestrafung nicht gedrungen hat“. Hegel brachte den Gedanken der ausgleichenden Gerechtigkeit dadurch zum Ausdruck, dass er das Verbrechen als Negation des Rechts, die Strafe hingegen wiederum als Negation dieser Negation ansah.
Das Konzept des Strafrechts als eine Form der ausgleichenden (vergeltenden) Gerechtigkeit wird von Vertretern eines reinen Präventionsstrafrechts in Frage gestellt. Schon Seneca führte im 1. Jahrhundert n. Chr. unter Berufung auf Platon aus, der sich hierbei selbst auf den antiken griechischen Skeptiker Protagoras bezogen hatte, dass ein kluger Mensch nicht strafe, weil gesündigt worden ist, sondern, damit nicht gesündigt werde („Nam, ut Plato ait: ‚Nemo prudens punit, quia peccatum est, sed ne peccetur …‘“). Eine Blütezeit erlebte der Präventionsgedanke sodann ab dem Zeitalter der Aufklärung. Bedeutende Vertreter eines überwiegend präventiv orientierten Strafrechts waren beispielsweise der italienische Strafrechtsreformer Cesare Beccaria Ende des 18. Jahrhunderts und der deutsche Strafrechtler Franz von Liszt, der dem Präventionsgedanken sein berühmtes Marburger Programm von 1882 widmete. Aus philosophischer Perspektive wurde der Vergeltungsgedanke beispielsweise von Friedrich Nietzsche abgelehnt. Er hielt Vergeltung als Begründung von Strafen für einen irrationalen Racheinstinkt, der durch katholische Lehren („Höllenfeuer“) gestützt wird.
Der Vorbeugung durch Abschreckung liegt die Annahme zugrunde, dass es der Staatsgewalt bei hinreichender Höhe der angedrohten Strafe gelingen wird, Umfang und Häufigkeit von Straftaten spürbar zu verringern. Hierdurch soll Gerechtigkeit von vornherein sichergestellt werden.
Erfolgreiche Maßnahmen zur Resozialisierung, die zur Wiedereingliederung von Straftätern in die Gesellschaft führen, wirken im Sinne von Gerechtigkeit. Denn sie erhöhen die allgemeine Rechtssicherheit durch sinkende Rückfallquoten.
Das psychologische und sozialwissenschaftliche Argument, dass Menschen Straftaten oftmals aufgrund persönlicher Disposition und gesellschaftlicher Bedingtheit begehen, also weitgehend determiniert (festgelegt) und dadurch schuldunfähig sind, wird neuerdings von Neurowissenschaftlern wie Gerhard Roth gestützt, ist aber stark umstritten.
Strafnormen dienen oft lediglich der Durchsetzung ordnungspolitischer Zwecke, ohne dass damit das sittliche Gleichgewicht der Gesellschaft gestört werden muss. So dienen Aufenthaltsbeschränkungen von Asylbewerbern nach deutschem Recht allein dazu, eine spätere Abschiebung zu erleichtern sowie eine gleichmäßige Verteilung der Asylanten auf alle Bundesländer zu gewährleisten. Wer dagegen verstößt, hat sich keinen sittlichen Vorteil verschafft, sondern unterläuft allein die gegebenen ordnungspolitischen Zwecke.

## Gerechtigkeit in Kunst und Literatur

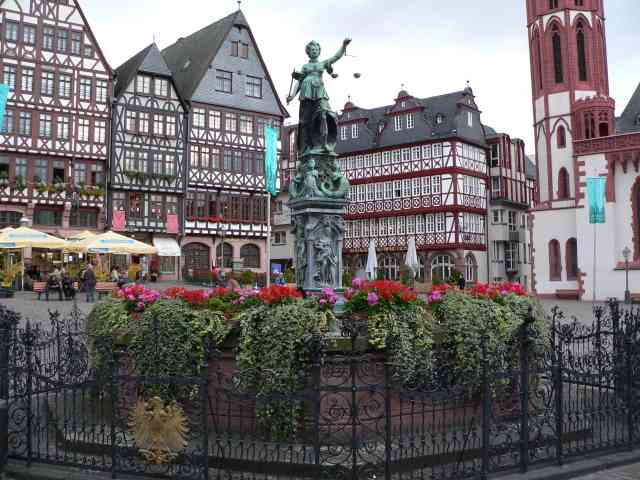
Der Gerechtigkeitsbrunnen in Frankfurt/Main

Es existieren zahlreiche künstlerische Darstellungen der Gerechtigkeit, zum Beispiel in Malereien und Skulpturen. Häufig wird die Gerechtigkeit allegorisch als Frau mit Schwert, Waage und Augenbinde gestaltet. In einer Reihe von Städten gibt es Gerechtigkeitsbrunnen, oft mit einer Statue der Justitia.
Die Gerechtigkeit ist auch oftmals zentrales Thema in der Literatur und im Sprechtheater. Bereits im antiken griechischen Theater widmet Aischylos in der Orestie einem sehr schwer ‚gerecht‘ zu entscheidenden Strafprozess seine Aufmerksamkeit, in dem Götter und Menschen über einen Muttermörder, der durch seine Tat seinen von der Mutter ermordeten Vater rächen wollte, beraten und urteilen. Im deutschen Sprachraum thematisierte Friedrich Schiller die Gerechtigkeit in vielen seiner Werke von Die Räuber bis zu Wilhelm Tell, aber auch in der Ballade Die Kraniche des Ibykus. Berühmte Musterbeispiele hat Heinrich von Kleist mit seiner Erzählung Michael Kohlhaas und seinem Lustspiel Der zerbrochne Krug gegeben. Gottfried Keller hat mit der Groteske Die drei gerechten Kammmacher zum Thema beigetragen. Auf die Unmöglichkeit, ein gerechtes Gesetz zu verfassen, verweist Franz Kafkas Parabel Vor dem Gesetz. Berühmt ist auch Der kaukasische Kreidekreis von Bertolt Brecht. In dem Drama Die Gerechten thematisierte Albert Camus die Frage der Anwendung terroristischer Gewalt. Das Verhältnis von Recht und Gerechtigkeit problematisierte Friedrich Dürrenmatt in dem Roman Justiz, der 1993 von Hans W. Geißendörfer verfilmt wurde.
In der Oper ringen zum Beispiel Gerechtigkeit und Großmut in Mozarts La clemenza di Tito miteinander. Giuseppe Verdi verarbeitete Schillers Räuber in der Oper I masnadieri. Ludwig van Beethoven thematisiert Freiheit, Gerechtigkeit und Brüderlichkeit in seiner einzigen Oper Fidelio. Im Hörspiel Wer sich umdreht oder lacht … von John von Düffel, Regie: Christiane Ohaus, der 42. Episode des Radio-Tatorts, Radio Bremen 2011, dreht sich die Psychose der eigentlichen Täterin um das manische Einfordern der Gerechtigkeit.
Bekannte Verfilmungen zum Thema Gerechtigkeit sind Zeugin der Anklage, Die zwölf Geschworenen, Tabu der Gerechten, Der Fall Winslow oder … und Gerechtigkeit für alle. In dem u. a. von Amnesty International prämierten Film Jagd nach Gerechtigkeit (Hunt for Justice) des Regisseurs Charles Binamé stehen die Gründung des Kriegsverbrechertribunals in Den Haag und die Widerstände bis zum Prozess gegen Slobodan Milosevic im Mittelpunkt der Handlung.